# Sukhoi Su-27
El Sukhoi Su-27 (en ruso: Сухой Су-27, designación OTAN: Flanker) es un avión de caza monoplaza, propulsado por dos motores turbofán de la clase Mach 2, diseñado en la Unión Soviética por Sukhoi en los años 1970. Estaba proyectado como un competidor directo a los grandes cazas de cuarta generación estadounidenses, con un largo alcance de 3530 km, armamento pesado, aviónica sofisticada y gran agilidad. El Su-27 la gran mayoría de las veces realiza misiones de superioridad aérea, pero está preparado para realizar casi cualquier operación de combate. Complementando al más ligero Mikoyan MiG-29 en la Fuerza Aérea Soviética (ahora en la Fuerza Aérea Rusa), su competidor estadounidense más parecido es el F-15 Eagle. 
Desde 1980, el Su-27 ha dado origen a una importante línea de modelos derivados del diseño original. Existen numerosos desarrollos relacionados con el diseño del Su-27. El Su-30 ("Flanker-C") es un cazabombardero biplaza para misiones de interdicción profunda aire-aire y aire-superficie con capacidad operativa todo tiempo, el Su-33 ("Flanker-D"), un interceptor de defensa para la flota naval para ser usado desde portaaviones, el cazabombardero biplaza lado-a-lado Su-34 ("Fullback") o el caza de defensa aérea avanzado Su-35 ("Flanker-E").

## Desarrollo

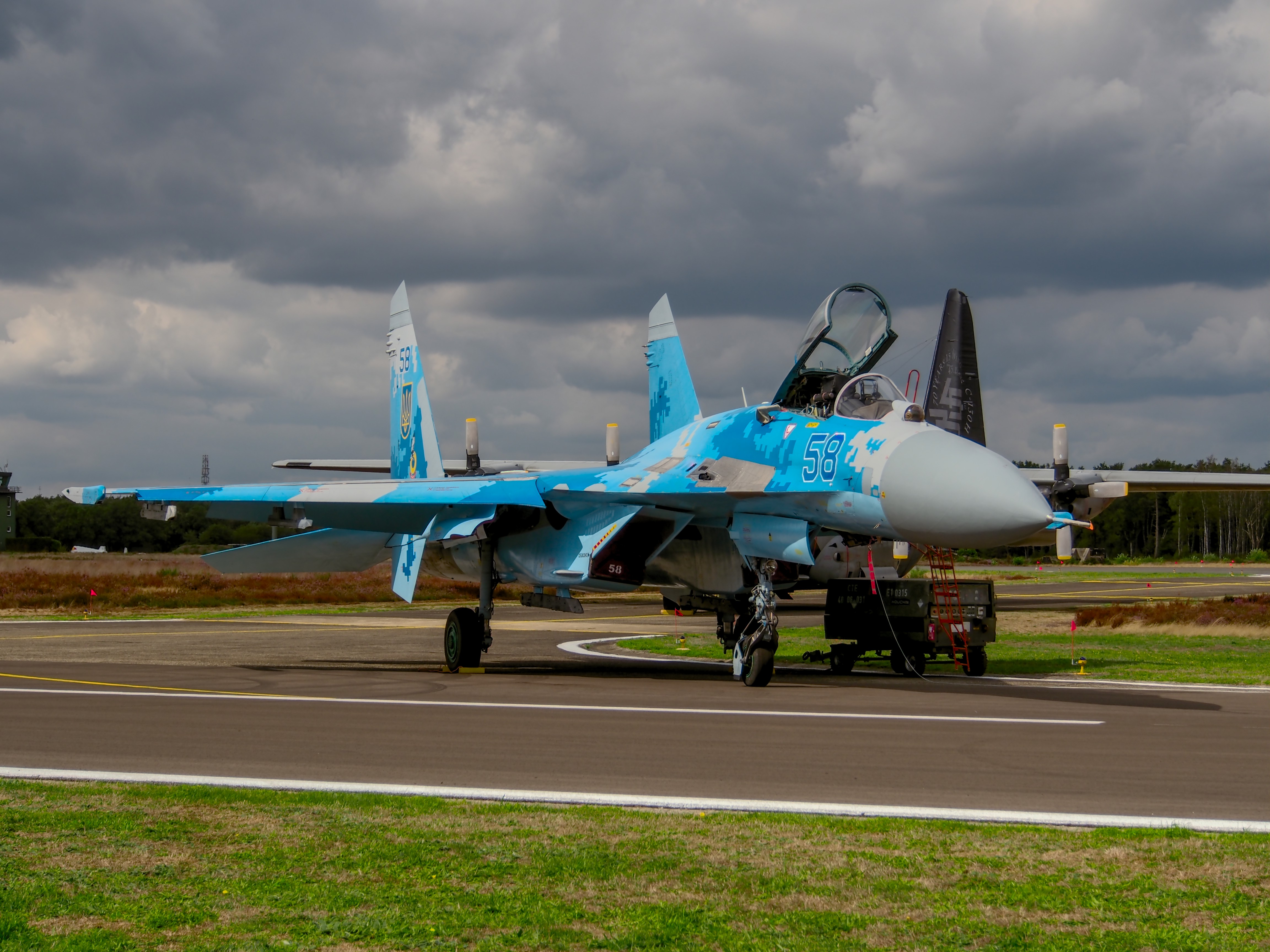
Sukhoi Su-27P de la Fuerza Aérea de Ucrania en la base aérea belga de Kleine Brogel en 2018.

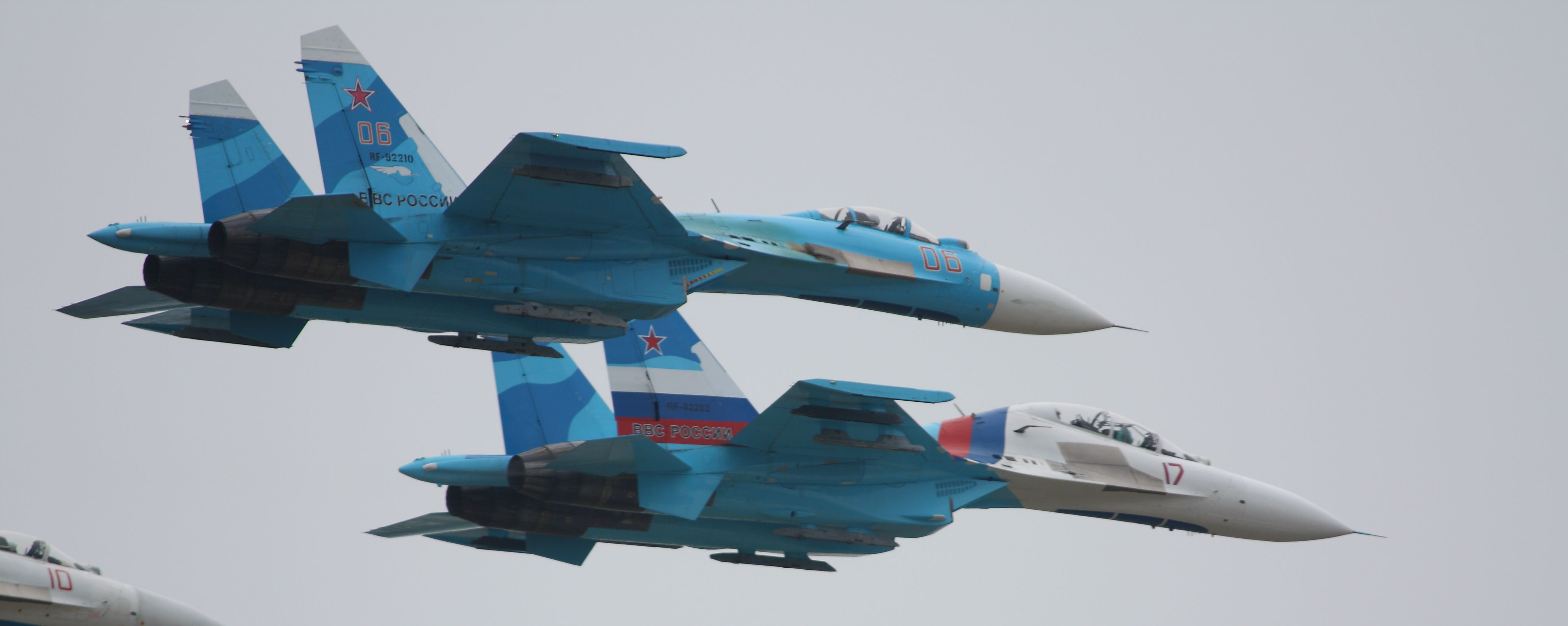
Sukhoi Su-27 en la MAKS 2013.

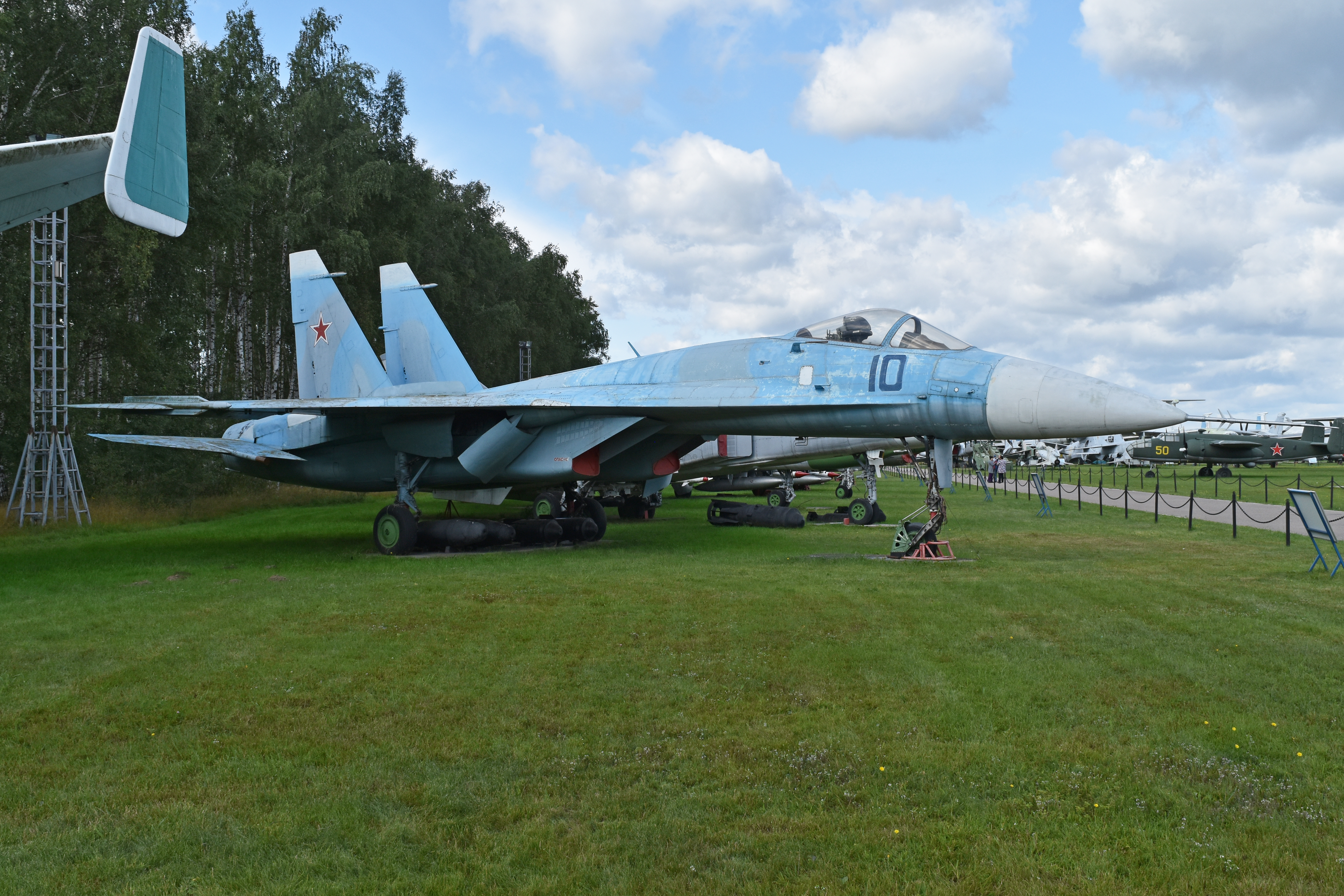
Prototipo del Su-27 (T-10) conservado en el Museo Central de la Fuerza Aérea de Rusia, Mónino.

En 1969 la Fuerza Aérea de los Estados Unidos (USAF), inició dos programas destinados a desarrollar dos aviones de combate diferentes, según una nueva doctrina aérea surgida después de las amargas experiencias en la guerra de Vietnam. Desarrollarían un avión grande y pesado, birreactor de largo alcance, para tareas de intercepción y superioridad aérea (Programa Fighter Experimental, o "FX"), y un avión ligero monomotor, para combate y ataque al suelo (Programa Lightweight Fighter, o "LWF"). Como interceptor de superioridad fue elegido el F-15 y como caza ligero de combate, el Lockheed Martin F-16 Fighting Falcon, aparatos que aún se emplean y resultaron espléndidos en su cometido. 
La Fuerza Aérea Soviética estudió la nueva doctrina occidental e intentó inicialmente, construir un único aparato para ambos propósitos. Este proyecto fue descrito en un Programa del Ministerio de Defensa denominado PFI (Perspektivnyi Frontovi Istrebitel, o "Caza Frontal de Prospección"). El Programa solicitaba a la industria aeronáutica soviética, un avión ágil, de alta maniobrabilidad, con una velocidad máxima de al menos 1450 kilómetros por hora, un radio de combate de 1700 kilómetros a gran altura y 500 kilómetros a cotas bajas, y un techo de vuelo operativo de 18 300 metros. 
El PFI también debía ser capaz de operar, desde lo que la Fuerza Aérea Soviética denominaba “Aeródromos de Tercera Clase”, con una extensión asfaltada de 1200 metros como máximo. También se proyectó utilizar en el programa PFI nuevos armamentos y sistemas de control de fuego, que se encontraban en proceso de finalización de desarrollo bajo responsabilidad de otras Oficinas de Diseño ("OKB", según la nomenclatura rusa).

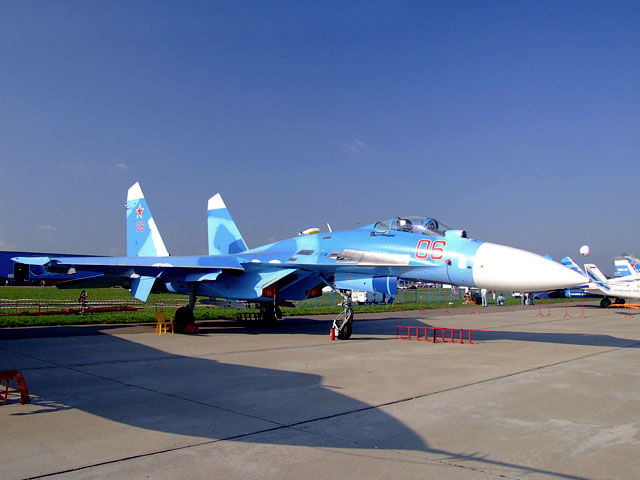
Su-27SM en la exhibición MAKS de 2007.

Los OKB de aviación pertenecientes a Mikoyan-Gurevich (MiG), Sukhoi y Yakovlev presentaron propuestas, pero pronto se hizo evidente que los requerimientos de maniobrabilidad y alcance, estipulados inicialmente en las especificaciones PFI, eran mutuamente excluyentes. De este modo, se dividió al Programa PFI en las Especificaciones LPFI (Logiky PFI o "PFI Ligero") y el programa TPFI (Tyazholyi PFI o "PFI Pesado"), de manera similar a la doctrina estadounidense, con el caza F-16 ligero y el F-15 pesado. 
Las concepciones del pesado TPFI y del ligero LPFI estaban basadas en las investigaciones emanadas por el TsAGI (Tsentral'nyi Aerogidrodynamichesky Institut o "Instituto Central de Investigación en Aerohidrodinámica") y por MAI ("Moskovski Aviatsionny Institut" o "Instituto de Aviación de Moscú").
El Proyecto TPFI en particular estaba orientado a:
- Reemplazar aviones interceptores armados con misiles de largo alcance que operaban con la red de Defensa Antiaérea Soviética (PVO): los Túpolev Tu-128, el Sukhoi Su-15, y el Yakovlev Yak-28P.

- Escoltar aviones de ataque de gran radio de acción, como el Sukhoi Su-24 Fencer que se encontraba bajo desarrollo.

- Realizar misiones de incursión lejana, para atacar objetivos aéreos prioritarios del enemigo bien dentro de territorio hostil (aviones de reabastecimiento, sistemas aerotransportados de control y alerta temprana AWACS, transportes vip).

El diseño presentado por el OKB Mikoyan-Gurevich (MiG) demostró ser el adecuado para el Proyecto LPFI, y se convertiría en el caza MiG-29 Fulcrum de peso medio. En tanto, tras varias evaluaciones competitivas, contra otros proyectos presentados por los OKB de MiG y Yakovlev, se consideró que el nuevo diseño del OKB Sukhoi se adaptaba mejor a las especificaciones TPFI, y se convirtió en el caza pesado Su-27.

## Diseño

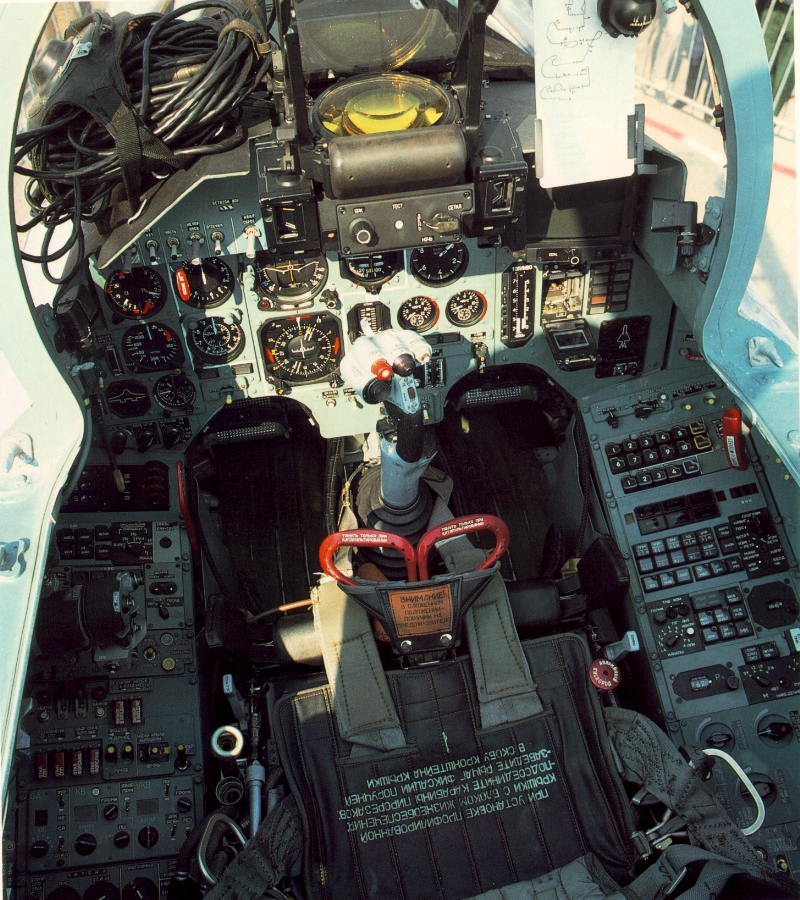
Cabina de un Su-27.

El Su-27 es un avión de casa pesado de largo alcance diseñado especialmente para combatir contra otros aviones caza, en misiones de supremacía aérea, a gran altitud y velocidad, lejos de los lugares defendidos y de alta maniobrabilidad para giros cerrados en combates contra otros aviones caza, para misiones de escolta de aviones bombarderos, otros aviones de combate, interceptar aviones enemigos a larga distancia, por las necesidades de defensa de la Unión Soviética durante la Guerra Fría.
Es un caza pesado de diseño bimotor, de doble deriva (estabilizador vertical) y de gran capacidad de combate "Aire-aire", conocido por su gran maniobrabilidad, al tener un borde de ataque que se proyecta desde las alas, hasta el costado de la cabina de mando y los motores gemelos, instalados bajo el fuselaje central, junto a las alas principales, en un diseño parecido al caza de peso medio MiG-29.
Los elevadores traseros horizontales son grandes y extendidos desde la base de los timones verticales de cola; la cabina de mando es alta para tener una gran visibilidad y detrás se extiende una joroba dorsal que termina en un pequeño radomo entre los motores gemelos, formando un espigón trasero para instalar equipo electrónico de distracción, bengalas de calor para distraer misiles y mejorar su rendimiento de vuelo.
Fabricado en forma paralela al caza occidental bimotor McDonnell Douglas F/A-18 Hornet, que le permite hacer giros cerrados y entre otras cosas, le permite realizar con comodidad una maniobra de combate conocida como la cobra de Pugachev, una desaceleración dinámica del avión, que consiste en levantar el morro del avión en más de 100° con respecto a la dirección original de vuelo (ángulo de ataque) y mantener esa posición durante unos segundos. La brusca desaceleración permitiría que cualquier perseguidor superase la posición del perseguido, adelantar al avión, éste queda prácticamente sin velocidad, dependiendo de un brusco picado para recuperarla y posicionarse, detrás el avión que antes lo estaba persiguiendo, para atacarlo.

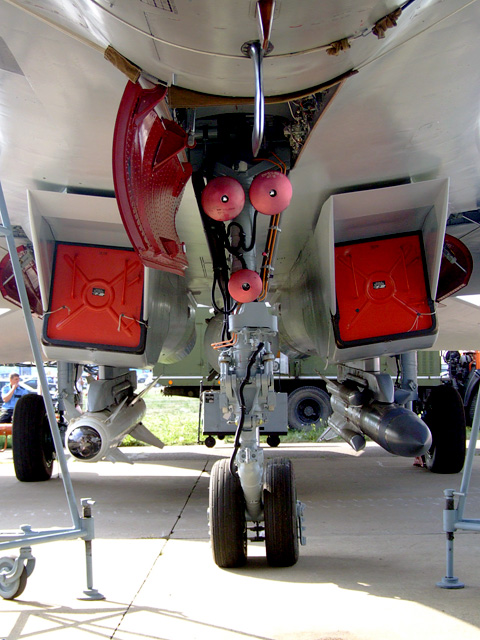
Tren de aterrizaje de un Su-27SK.

El tren de aterrizaje delantero tiene 2 ruedas y se retrae hacia adelante, bajo la cabina de mando del piloto, con una sola compuerta de apertura lateral; el tren de aterrizaje principal tiene una rueda grande a cada lado, se retrae hacia adelante y se guarda, en un foso junto a los motores gemelos, la rueda rota para guardarse en la base de las alas, en forma similar al afamado caza naval pesado, bimotor y de doble deriva Grumman F-14 Tomcat, embarcado en los Portaaviones clase Nimitz de la US Navy.
En mejoras posteriores Up-grade, se instaló un nuevo tren de aterrizaje delantero con dos ruedas, para aumentar su capacidad de carga de armas y combustible, para convertirlo en un avión de combate tipo caza polivalente de diseño Multipropósito, que puede atacar y defender, transportar bombas de caída libre y misiles de ataque, que luego se convirtió en un avión completamente nuevo para la exportación a otros países, el caza bombardero Sukhoi Su-30. 
Tiene un freno de aire instalado en la parte dorsal del fuselaje central, detrás de la cabina de mando del piloto, que se levanta para detener la velocidad del avión antes del aterrizaje y en las maniobras de combate contra otros aviones caza, aumenta la estabilidad de la aeronave y mejora su performance de vuelo, en las misiones de combate a baja altitud y velocidad.
También se construyó una variante biplaza de enseñanza, con dos pilotos sentados en tándem, uno delante del otro, en asientos de eyección, para el entrenamiento de los pilotos de la academia de vuelo, y otra variante para misiones de patrulla, con un navegante que maneja los sistemas defensivos y el Radar, de forma similar a las misiones de batalla del afamado caza occidental McDonnell Douglas F-4 Phantom II de cabina biplaza y del más moderno caza naval Grumman F-14 Tomcat, diseñado desde su inicio con una cabina biplaza para las misiones de defensa, con la asistencia de un navegante sentado detrás del piloto.

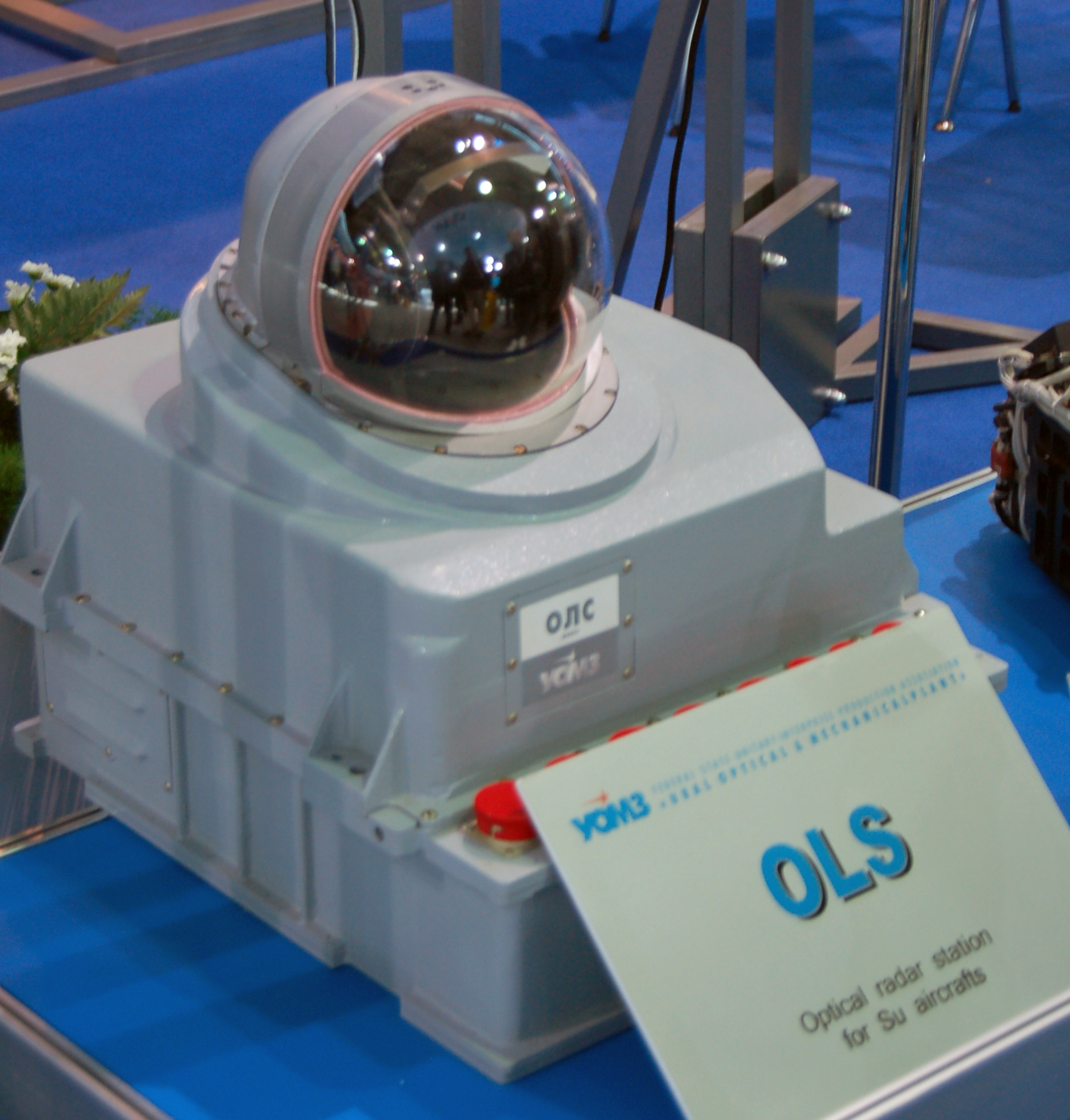
Pod de detección óptica, similar al utilizado inicialmente por el caza Su-27. en el MAKS-2009

Se construyeron varios modelos posteriores para exportación, derivados directamente de su diseño original, como el caza de superioridad aérea Su-30MKI vendido a India, el caza de diseño multipropósito Su-30 MKII vendido a Venezuela, el diseño modificado Su-33 embarcado en el Portaaviones Almirante Kuznetsov de la marina de Rusia y el nuevo Su-35BM más moderno, que será su reemplazo definitivo en la Fuerza Aérea de Rusia y su variante para exportación Su-35, ofrecido recientemente a Venezuela, Brasil, China, Vietnam, Indonesia y otros países, también se pudo desarrollar un nuevo avión de ataque a tierra de cabina biplaza, con el piloto y el técnico operador de radar sentados juntos, lado a lado en una cabina ensanchada, el nuevo bombardero Su-34 que completa la familia de aviones de combate derivados del diseño original del Su-27.
Tiene un nuevo sistema de avistamiento para combate contra otros aviones caza (IRST), similar al instalado en el caza de peso medio MiG-29 diseñado en forma paralela, es un nuevo sistema de puntería integrado en el casco del piloto, que es un pequeño domo con una cúpula transparente sobre el cono del Radar, es un sistema de búsqueda y seguimiento del objetivo enemigo por infrarrojos IRST, que va montado sobre el cono del Radar, en el centro frente al parabrisas de la cabina de mando, funciona en dos bandas de radiación infrarroja y se utiliza, junto con el Radar de la nave, en una misión de combate "Aire-aire" contra otros aviones caza en combate cerrado dogfight, funciona como un sistema de búsqueda y seguimiento por infrarrojos (IRST), proporcionando detección y seguimiento del objetivo pasivo con la mirada del piloto, fue el primer diseño de esta tecnología aplicada en un avión de combate. 
En posteriores mejoras Up-grade en la fuerza aérea de Rusia, puede operar en una misión de combate "Aire-superficie", realizar identificación y localización de objetivos en tierra y el mar, para misiones de ataque a tierra y ataque naval. También proporciona ayuda de navegación y de aterrizaje, está enlazado con el visor montado en el casco del piloto, con un sensor que gira en forma permanente, mide la distancia del avión enemigo en forma silenciosa, sin necesidad de alertar al avión enemigo con la señal del Radar de la nave y le informa al piloto, la posición de la nave enemiga en combates cerrados dogfight, para atacar a la aeronave enemiga con misiles de medio alcance, corto alcance y con el cañón interno.

## Variantes

### Era soviética
T-10 (Flanker-A)Primeros prototipos de pruebas de vuelo.
T-10SPrototipos con una configuración mejorada, más similares a las especificaciones de producción en serie posteriores.
P-42Versión construida especialmente para batir récords de tiempo de ascenso. Este avión carecía de armamento, radar y pintura, reduciendo su peso hasta 14 100 kg, y también tenían unos motores mejorados.
Su-27Aviones de preproducción fabricados en pequeño número con motores AL-31.
Su-27S (Flanker-B)Primera mejora al radar y nuevos motores AL-31F. Prototipos T-10P.
Su-27P (Flanker-B)Versión estándar de producción en serie pero sin sistema de control y cableado para instalar armamento aire-tierra asignada a las unidades de la Defensa Antiaérea Soviética. Suelen ser designados Su-27 sin la letra P.
Su-27UB (Flanker-C)Primera versión de producción biplaza para entrenamiento de pilotos y conversión operacional.
Su-27SKVersión de exportación del Su-27 monoplaza con capacidad para misiones de ataque a tierra.
Su-27UBKVersión de exportación del Su-27UB biplaza para entrenamiento de pilotos.
Su-27K, renombrado Su-33 (Flanker-D)Versión naval monoplaza para portaaviones con alas plegables, tren delantero más alto y reforzado con doble rueda, dispositivos aerodinámicos especiales de alta sustentación, alas adelantadas para mejor performance de vuelo a baja altitud y velocidad, alerones delanteros Canard's y gancho de parada, fabricada en pequeño número para ser transportados en el nuevo Portaaviones Almirante Kuznetsov. Los prototipos y demostradores de esta versión fueron denominados T-10K.
Su-27M, renombrados Su-35 (Flanker-E) y Su-37 (Flanker-F)Demostradores de tecnología con mejoras para la fabricación de un caza polivalente monoplaza avanzado derivado del Su-27S y ofrecer para su exportación a otros países. También se incluye un demostrador biplaza Su-35UB con alerones delanteros Canard's y motores de empuje variable como una opción para tener más maniobrabilidad.

### Era postsoviética

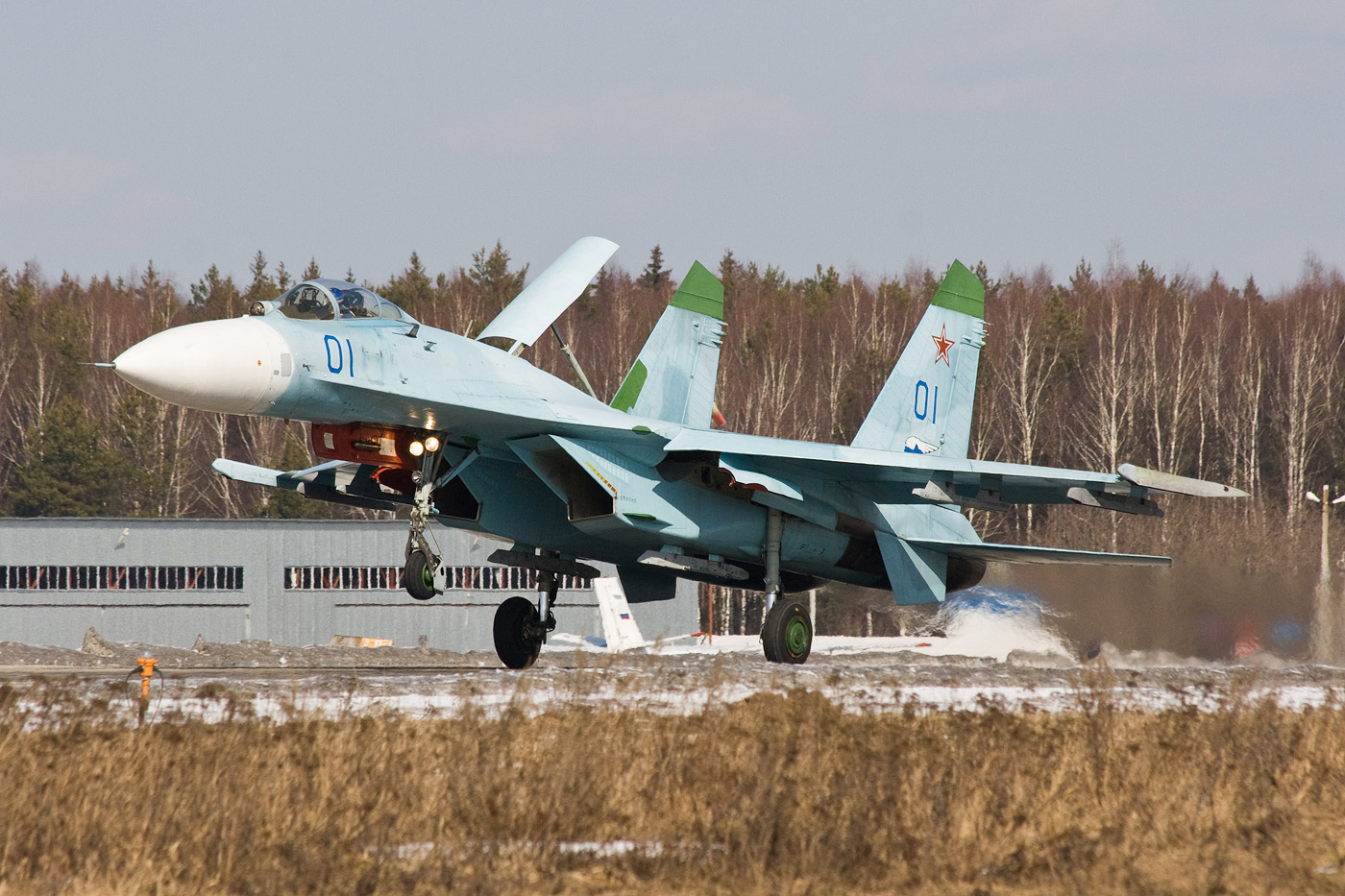
Su-27 del equipo acrobático Russian Knights de la Fuerza Aérea Rusa.

Su-27PDDemostrador monoplaza que incluyó varias mejoras como una sonda para repostaje en vuelo y aumentar su alcance en misiones de patrulla.
Su-27PU, renombrado Su-30Interceptor biplaza de largo alcance producido en número muy limitado para pruebas de vuelo, con mejoras como la sonda de reabastecimiento en vuelo, nuevo sistema de control de vuelo, aviónica mejorada, capacidad de transportar armas de ataque a tierra.
Su-30M / Su-30MKVersión biplaza polivalente de largo alcance. Se fabricaron unos pocos Su-30M para ser evaluados por Rusia a mediados de los años 1990 y equipar a su Fuerza Aérea con un nuevo avión de combate, que también pueda participar en misiones de ataque a tierra con el respaldo de un técnico operador de radar y sistemas defensivos sentado detrás del piloto. Pero la variante de exportación Su-30MK de cabina biplaza, fue la producida en mayor número, incluyendo versiones con distintos grados de capacidades como el Su-30MKA para Argelia, el Su-30MKI para la India, el Su-30MKK para China y Venezuela, el Su-30MKM para Malasia.
Su-27SM (Flanker-B Mod. 1)Actualización de los Su-27S rusos, incluyendo tecnología evaluada en los demostradores Su-27M, para mantenerlos operativos por varios años más frente al surgimiento de nuevos aviones de combate occidentales.
Su-27SKMVersión de exportación mejorada del caza monoplaza Su-27SK que incluye una cabina más avanzada, un sistema de contramedidas electrónicas defensivas más sofisticado y sonda de repostaje en vuelo.
Su-27UBMModernización similar del biplaza Su-27UB.
Su-27SM2Segunda actualización de los Su-27 rusos al nivel la conocida como 4,5.ª generación, incluyendo tecnología del nuevo proyecto Su-35BM; incorpora el radar Irbis-E, nuevos motores y aviónica mejorada, para todos los aviones Su-27 del inventario de Rusia que fueron fabricados en la Unión Soviética.
Su-27IB, renombrado Su-32Versión biplaza de cabina ensanchada "lado a lado" dedicada a ataque a tierra de largo alcance. La parte frontal del avión fue completamente rediseñada. Prototipo del Su-32FN y Su-34 'Fullback' que también se ofrece para su exportación a otros países.
Su-27KUBBásicamente es un Su-27K monoplaza naval, con una cabina biplaza ensanchada "lado a lado" para ser usado como entrenador o avión polivalente en portaaviones, aterrizaje en pistas en tierra, sobre la cubierta del portaaviones y como prueba de nuevas tecnologías, fue el primero en recibir los motores con empuje vectorial, que luego se instalaron en el nuevo Su-35 y el Su-37.
Su-35BM / Su-35STambién conocido como «el último Flanker» es el último desarrollo de la familia de aviones derivados del Sukhoi Su-27. Incorpora nueva aviónica y nuevo radar, es el avión más moderno fabricado en serie por Rusia de generación 4.5, volará en misiones de combate junto al nuevo caza PAK-FA de quinta generación, que está en periodo de pruebas de vuelo y todavía no se fabrica en serie, podrá reemplazar a todos los caza Su-27 en el futuro.
Sukhoi Su-37Construido como un modelo experimental para pruebas de vuelo y el control electrónico de vuelo Fly-by-wire de redundancia cuádruple, moderno avión de generación 4.5, con diseño de triple ala en tándem, su tecnología migró para la construcción del nuevo caza Su-35 de producción en serie, el nuevo avión de ataque Su-34 que ya se está construyendo con más de 100 pedidos y también es ofrecido para exportación, el nuevo caza experimental Su-47 que podría fabricarse en el futuro y el proyecto de caza furtivo PAK-FA de quinta generación que está en etapa de pruebas de vuelo.

### Prototipos T-10 (Flanker-A)
El fabricante OKB Sukhoi destacó a su diseñador Yevgeny Ivanov y a su delegado Oleg Samolovich, para desarrollar el nuevo avión de combate pesado y de largo alcance TPFI solicitado en la década de 1970. También participó en el desarrollo, el mismo Director del Buró, el general diseñador Pável Sujói. Bosquejaron un avión grande, con configuración de doble deriva y ala delta alta con cola, al cual llamaron T-10 por ser el décimo prototipo diseñado por Sukhoi, en portar un ala delta (Teugoinyo, o "Triangular").
Todos los aviones para las pruebas de vuelo iniciales fueron manufacturados en el Complejo de Producción de Aviones Yuri Gagarin, que Sukhoi tiene instalado en Komsomolsk del Amur, en el Krai de Jabarovsk (Extremo Oriente ruso). Este centro se conoce hoy, como el moderno Complejo de Producción de Aviones para exportación de Komsomolsk del Amur (KnAAPO). 

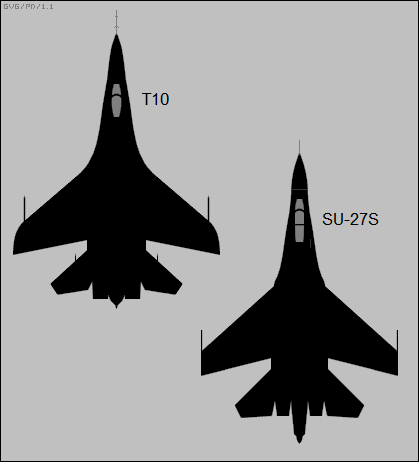
Comparación entre el prototipo T-10 y el Su-27S.

El caza T-10 era un avión de tamaño considerable, con gran espacio interno para transportar combustible y sistemas electrónicos de vuelo en su interior. Se trataba de un caza pesado bimotor, provisto inicialmente con motores turbofán Arkhip-Lyulka AL-21F-3 de 11.200 kilogramos de empuje unitario, con sus entradas de aire grandes y cuadradas, bajo el fuselaje central, en las raíces alares tenía un diseño nuevo, original y único, de la oficina del equipo de diseño Sukhoi, para experimentar con esta plataforma de vuelo. 
Su primer vuelo de pruebas, lo realizó recién el 20 de mayo de 1977 el piloto de pruebas General Vladimir Ilyushin. Si bien su piloto lo encontró satisfactorio, el T-10-1 con sus derivas (timones verticales de cola) poco espaciadas, sufrió de muchos problemas de estabilidad direccional a grandes velocidades, en sus primeras de pruebas de vuelo de preproducción en serie, lo cual le ocasionó un accidente fatal al otro piloto de pruebas Soloviev. En tanto, estudios comparativos demostraron que el avión, hasta ese momento, seguía siendo inferior al nuevo caza de superioridad aérea McDonnell Douglas F-15 Eagle estadounidense, que ya estaba en producción en serie y sería el avión de combate más potente del mundo.
Ante la impaciencia de las autoridades soviéticas, se emprendieron mejoras radicales bajo la dirección del nuevo diseñador Mijaíl Símonov, reemplazándose los motores originales por unos mejorados, de mayor potencia, el nuevo modelo AL-31F. Estos aviones de preserie pasaron a denominarse T-10S. 
Comenzaron a ser construidos en serie y a volar, a principios de década de 1980, siendo el avión de combate más moderno de la Unión Soviética, logrando una enorme aceptación por parte de sus pilotos, aunque sufriendo otros tres accidentes en sus primeros vuelos, uno de ellos fatal. Ante estas problemáticas, y para conseguir aire político, el tercero de los prototipos T-10S, renombrado P-42, fue especialmente preparado para batir una serie de récords en velocidad, altitud y maniobrabilidad, hasta ese momento en posesión de los igualmente caza modificados, los nuevos McDonnell Douglas F-15 Eagle norteamericanos. 
Al ser descubiertos por los países de la OTAN, que no tenían aviones de combate capaces de enfrentarlos, con diseño bimotor y pesados de largo alcance, toda la línea de prototipos recibió el nombre código de la OTAN Flanker-A y fue exhibido en la feria aérea de París en 1986, asombrando a todos los espectadores y a los técnicos de Europa, que iniciaron los planes para construir un avión caza bimotor que fuera capaz de enfrentarlos.

### Su-27P (Flanker-B)

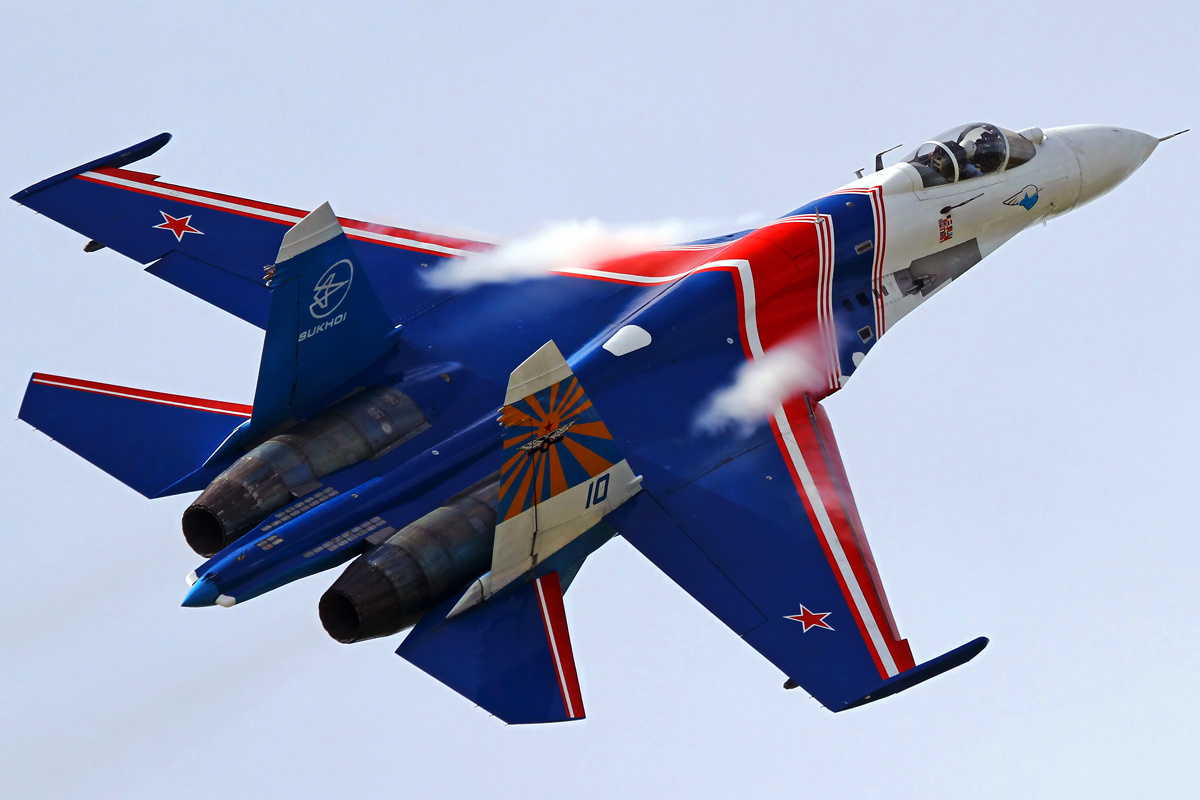
Su-27P del equipo acrobático Russian Knights de la Fuerza Aérea Rusa.

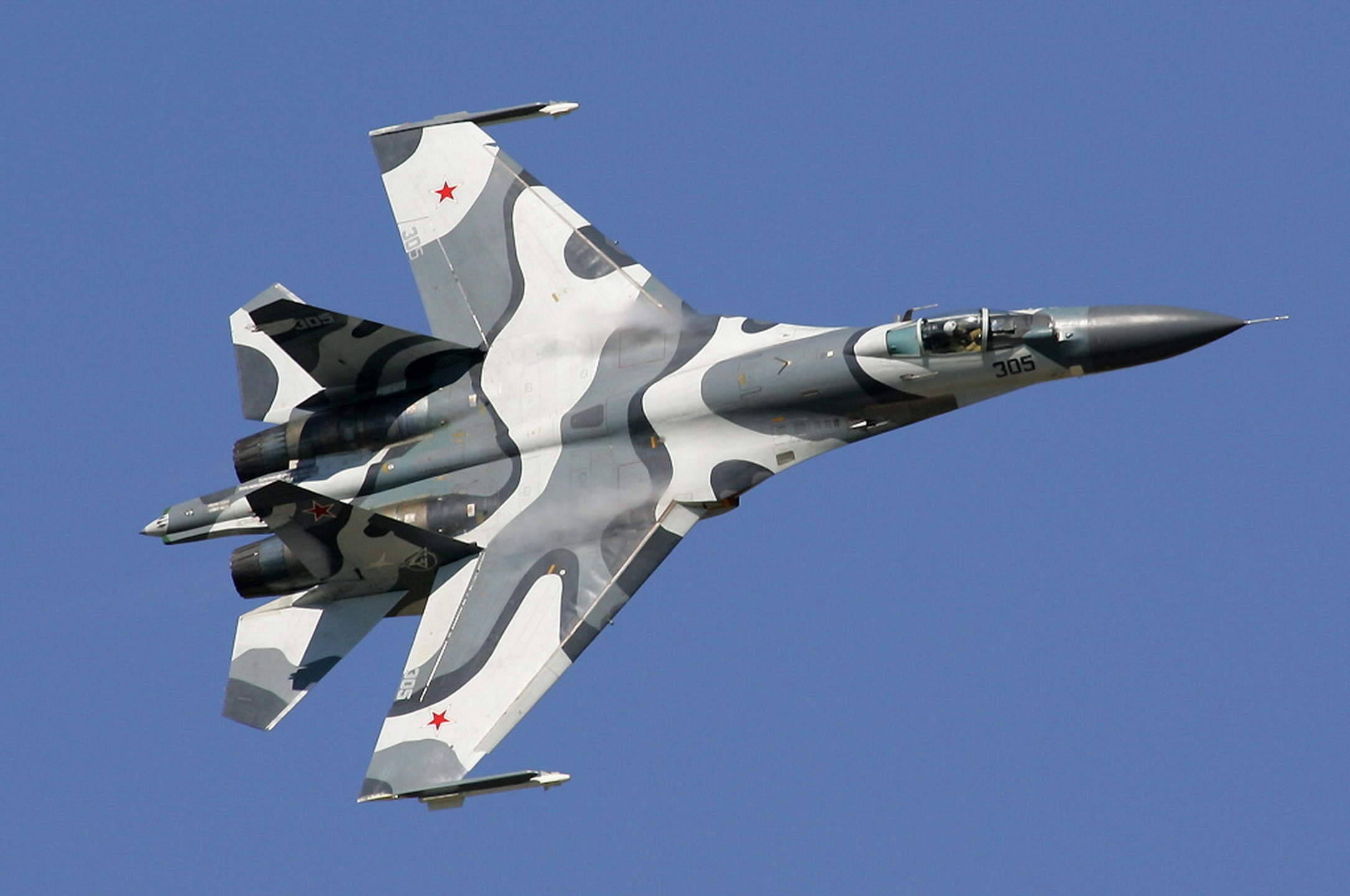
Su-27SKM durante la exhibición MAKS de 2005.

A partir de 1982, se mejoraron muchos aspectos de vuelo del aparato, y se instalaron, los nuevos sistemas, de control de fuego de la serie SDU-27. Además se instaló un cañón fijo automático Gryazev-Shipunov GSh-30-1 de 30 milímetros, en la raíz del borde de ataque  del ala derecha, munido de 149 proyectiles de alto explosivo e incendiarios. Esta versión inicial de combate, fue introducida por los rusos en diciembre de 1984, denominándola Su-27P ("Interceptor"). Fueron destinadas a los Escuadrones de la PVO.
Durante 1987, algunos Su-27P realizaron maniobras de combate en el mar Báltico, donde fueron avistados por primera vez, por aviones noruegos de reconocimiento marítimo, sin embargo, hicieron su presentación formal en Occidente, recién en el año 1989, en el Show Aéreo de París, como el avión de combate más moderno fabricado por la Unión Soviética, con un diseño único en su tipo. Fue allí donde el piloto Viktor Pugachev realizó la maniobra Cobra por primera vez, ante la prensa occidental. 
Al poco tiempo, del despliegue operativo de los nuevos Su-27P en 1986, decidió mejorarse su aviónica, sistemas internos y electrónica de combate definitiva, por lo que se convirtió en un nuevo avión de combate de diseño Multipropósito, un caza polivalente, que puede atacar y defender, como el caza multipropósito occidental Lockheed Martin F-16 Fighting Falcon. Esta versión mejorada fue denominada Su-27S y es capaz de realizar, misiones de ataque a tierra, con hasta 8.000 kilogramos de armamento convencional y fue desplegada en las bases aéreas, poco tiempo después.
Considerado el avión de combate más maniobrable del mundo, es el primero en lograr hacer con éxito "la maniobra de la Cobra", que es una maniobra de aviones caza, nombrada así por el piloto de pruebas de la agencia de diseño OKB Sukhoi llamado Viktor Pugachev, que la pudo realizar por primera vez en el verano del 1989, pilotando un avión de pruebas Sukhoi Su-27.
La maniobra consiste, en que el piloto desconecta el control del estabilizador limitador Alfa y luego, tira de la palanca de control bruscamente, hasta alcanzar 90 y 120 grados de ángulo de inclinación de ataque, para luego continuar volando en forma horizontal, las tomas de aire de las toberas del motor, todavía tienen que manejar el ingreso de aire a los motores, algo que el diseño de los aviones Sukhoi pueden lograr con éxito.
Según su doctrina de venta de armamento, Rusia ha desarrollado también una versión de exportación del caza Su-27S, con aviónica de capacidades reducidas, a la que ha denominado Su-27SK, y que ha logrado vender a varios países. También se construye en China una versión del Su-27SK bajo licencia de fabricación, con la designación oficial de Shenyang J-11, para uso exclusivo de la Fuerza Aérea del Ejército de Liberación Popular Chino.
Se han construido, desde los años 80, más de 680 de estas aeronaves en todas sus variantes, para equipar a la Fuerza Aérea  de Rusia y para exportación, a grandes mercados en Asia, como India y China; el precio promedio, de cada unidad en (1996) es de US$ 35 millones de dólares. La denominación en código que identifica estas 3 versiones iniciales en la OTAN es de Flanker-B.

#### Características de los Su-27P
Los Flanker-B están construidos principalmente de una ligera aleación de aluminio, con diferentes cantidades de acero, litio y titanio. Los controles de vuelo operan hidráulicamente, con algunos sistemas neumáticos de respaldo. La rueda frontal se retrae hacia adelante, así lo hace el tren de aterrizaje principal, que rota 90 grados para descansar recto en las raíces alares. El piloto se sienta alto y con buena visibilidad en un eficaz asiento eyectable tipo Zvezda K-36DM cero-cero, velocidad y altitud de eyección. Su panel de instrumentos es esencialmente analógico, con indicadores tipo reloj y las versiones más modernas, cuentan con sólo una pantalla multifunción, lo que incrementa la carga de trabajo del piloto durante las tareas de combate.
Los motores son dos Saturn-Lyulka AL-31F de 12 515 kilogramos de empuje unitario, que son eficientes y de bajo consumo, para la potencia erogada, comparado con otros motores de su clase (0,67 kilogramos por hora por kilogramo de empuje horario en crucero). También es un diseño muy confiable para los estándares motrices soviéticos, con un tiempo medio entre mantenimiento (MTBO) de 1000 horas, con una vida total de 3000 horas, y diagnóstico computado de los motores.
Inicialmente, fueron armados con los excelentes misiles "Aire-aire" Vympel R-73 (AA-11 "Archer" para la OTAN) para el combate cercano de maniobras dogfight, montados en pilones de carga bajo las alas y misiles Vympel R-27R o R-27T (AA-10 "Álamo" por la OTAN) de largo alcance para combate a grandes distancias, montados bajo el fuselaje central y bajo los motores, las versiones más modernas pueden transportar misiles navales antibuque, comparable al caza naval F/A-18 Super Hornet de la US Navy y al bombardero francés Dassault-Breguet Super Étendard que revolucionó el combate naval moderno, en la guerra de las Malvinas. 

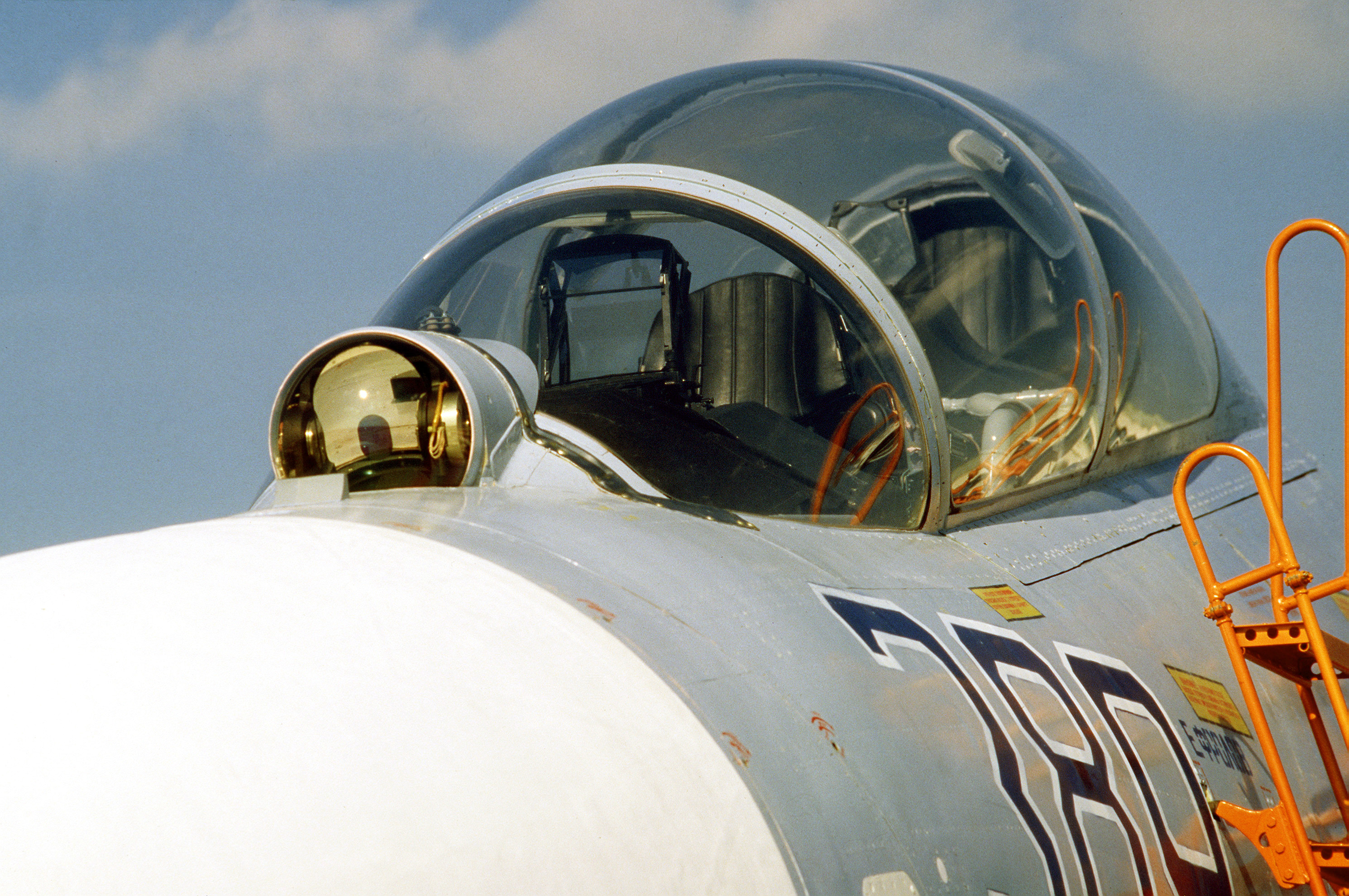
Cabina de Su-27 mostrando el sensor de búsqueda y seguimiento por infrarrojos tipo OEPS-27.

Los modelos Su-27P iniciales cuentan con un sistema de avistamiento por radiolocalización ("rahdiolokatseeonnaya preetsel'naya sistema" en la nomenclatura rusa) Tipo RLPK-27, que comprende un radar de control de fuego de pulso doppler coherente Phazotron (NIIR) N-001 Mech ("Espada", nombre código de la OTAN "Slot Back"), con un gran alcance de 185 kilómetros promedio. También disponen de un sistema de avistamiento optoelectrónico ("optikoelektronnaya preetsel'naya sistema" en nomenclatura rusa) Tipo OEPS-27, de funcionamiento "silencioso" o pasivo (sin emisión electromagnética). Este comprende una cámara infrarroja giroestabilizada Geofizika-NPO 36-Sh (50 kilómetros de alcance y menor ángulo de cobertura), telémetro láser y una mira electrónica montada en el casco, que permite al piloto apuntar sus armas empleando la vista. Los Su-27P cuentan con un aparato pasivo (sin emisión) Tipo L-006 Beryoza para tareas de contramedidas y engaño electrónico. Está localizado en la extensión del radomo de cola entre ambos motores.
Los Su-27S tienen mejor rendimiento en función de combate aéreo y ataque, con aviónica mejorada y barquillas emisoras activas, para contramedidas electrónicas tipo Sorbtsiya-S en los soportes de las puntas de las alas. Pueden emplear bombas convencionales y portacohetes de distintos calibres. En los S-27S también se ha implementado un nuevo radar mejorado Phazotron-NIIR Tipo N-001, con prestaciones aún mayores para el ataque, mayor resistencia a las contramedidas electrónicas, y capacidad de "enlace de datos" digital y cifrado (Data-link). Esto le permite poder portar también los avanzados misiles "Aire-aire" de alcance medio Vympel R-77 (AA-12 "Adder" para la OTAN).
Algunos de estos aviones poseen tres puntos de fijación de armamento subalares, junto con los soportes marginales y los dos soportes adicionales en tándem bajo el fuselaje, para totalizar unos 12 puntos de carga (subvariante conocida brevemente como Su-27SMK). 
En los Su-27S de última producción, se reemplazó al alerta radar Tipo L-006 por otro aparato pasivo mejorado, Tipo SPO-15 Beryoza. También se le agregaron 32 dispersores de bengalas y chaff para oficiar como señuelos contra misiles de guía calórica y radárica.
Los Su-27SK de exportación disponen del radar Phazotron (NIIR) N-001E, programados con los modos de radar específicos utilizados por la Fuerza Aérea Soviética, eliminados por seguridad al momento de la venta.

### Su-27UB (Flanker-C)
Es el más moderno de sus variantes, para las tareas de entrenamiento de nuevos pilotos de combate, se modificó a comienzos de 1982 uno de los prototipos T-10 con una cabina en tándem para el piloto instructor y alumno, sentados en tándem uno detrás del otro. El buró Sukhoi lo llamó "T-10U". La versión definitiva de este nuevo Su-27 biplaza, recibió la designación oficial de Su-27UB. Disponen de nuevos sistemas de vuelo y batalla, que lo hacen capaz de entrar en combate, participar en misiones de patrulla y poder portar, el mismo armamento que los aviones monoplaza.
También se desarrolló una versión con aviónica reducida para exportación, denominada Su-27UBK con una pantalla para el copiloto sentado detrás del piloto y una palanca de control tipo "Joystick". 
Ambos biplazas son llamados Flanker-C por la OTAN. Estos biplazas fueron base para una nueva serie de aviones muy mejorados para el ataque, en el cual el segundo hombre tripulante, sería el oficial de operador de armas/control de radar (ver Sukhoi Su-30) y Sukhoi Su-30 MKII exportados a Venezuela y China.
En las últimas versiones, se está dotando al Flanker C de un panel de instrumentos más actual, dotado de nuevas "Pantallas planas" a color multifunción o MFDs. con información completa al piloto, en la Fuerza Aérea de Rusia. También actualizaciones en el radar e incluso, algunas versiones del Flanker para exportación, como el Su-30MKI de India, llevan radar de arreglo de fase de barrido electrónico.

## Usuarios

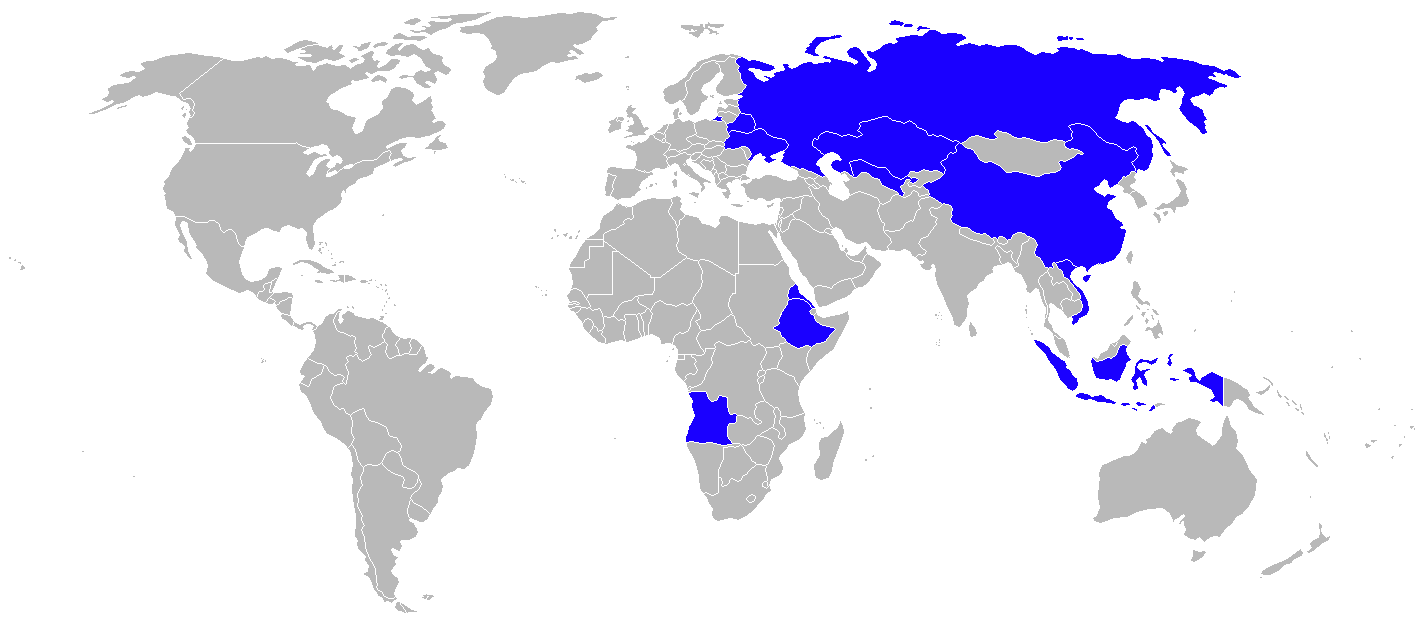
Países usuarios del Su-27.

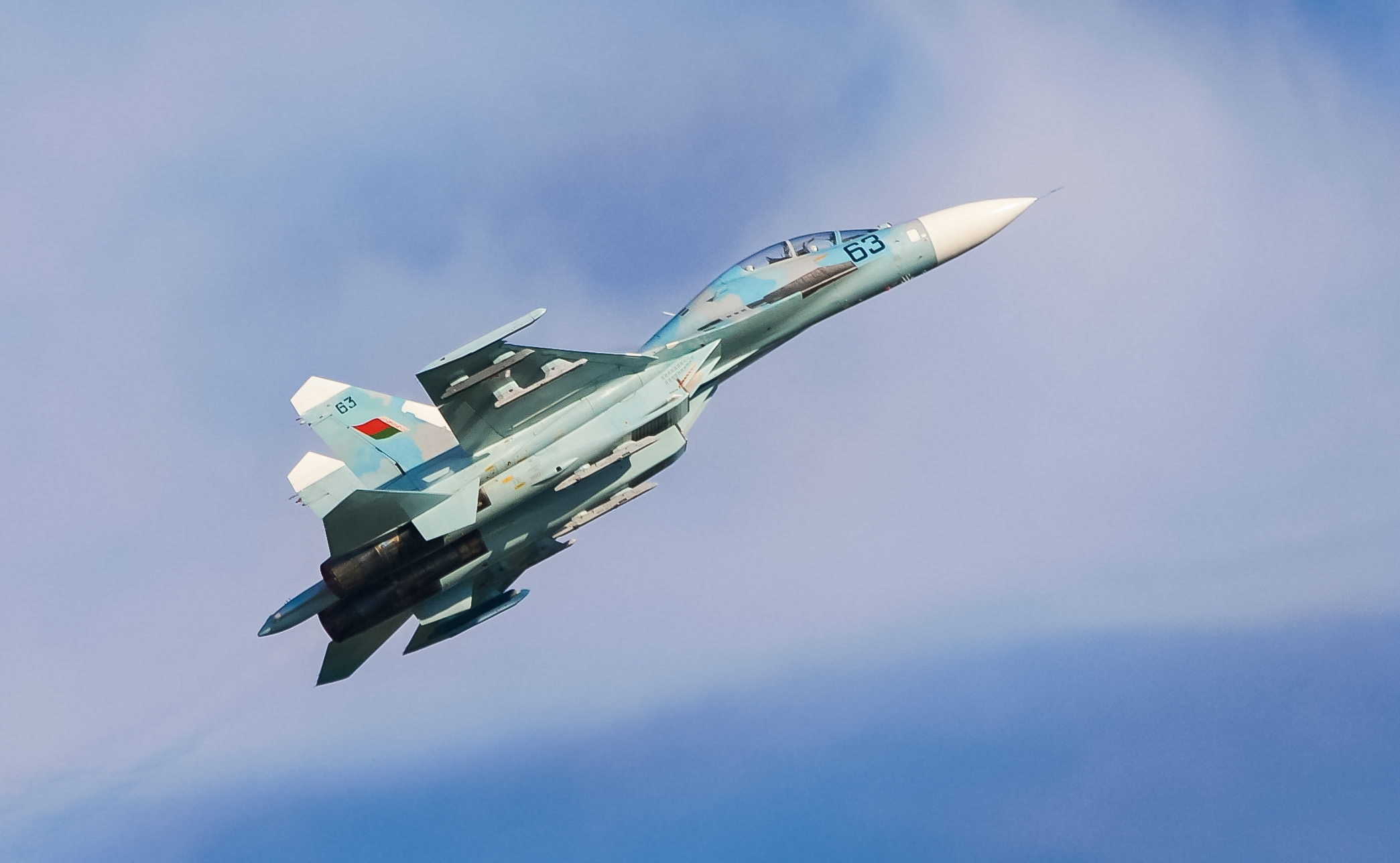
Un Su-27UBM bielorruso, una versión modificada de ese país.

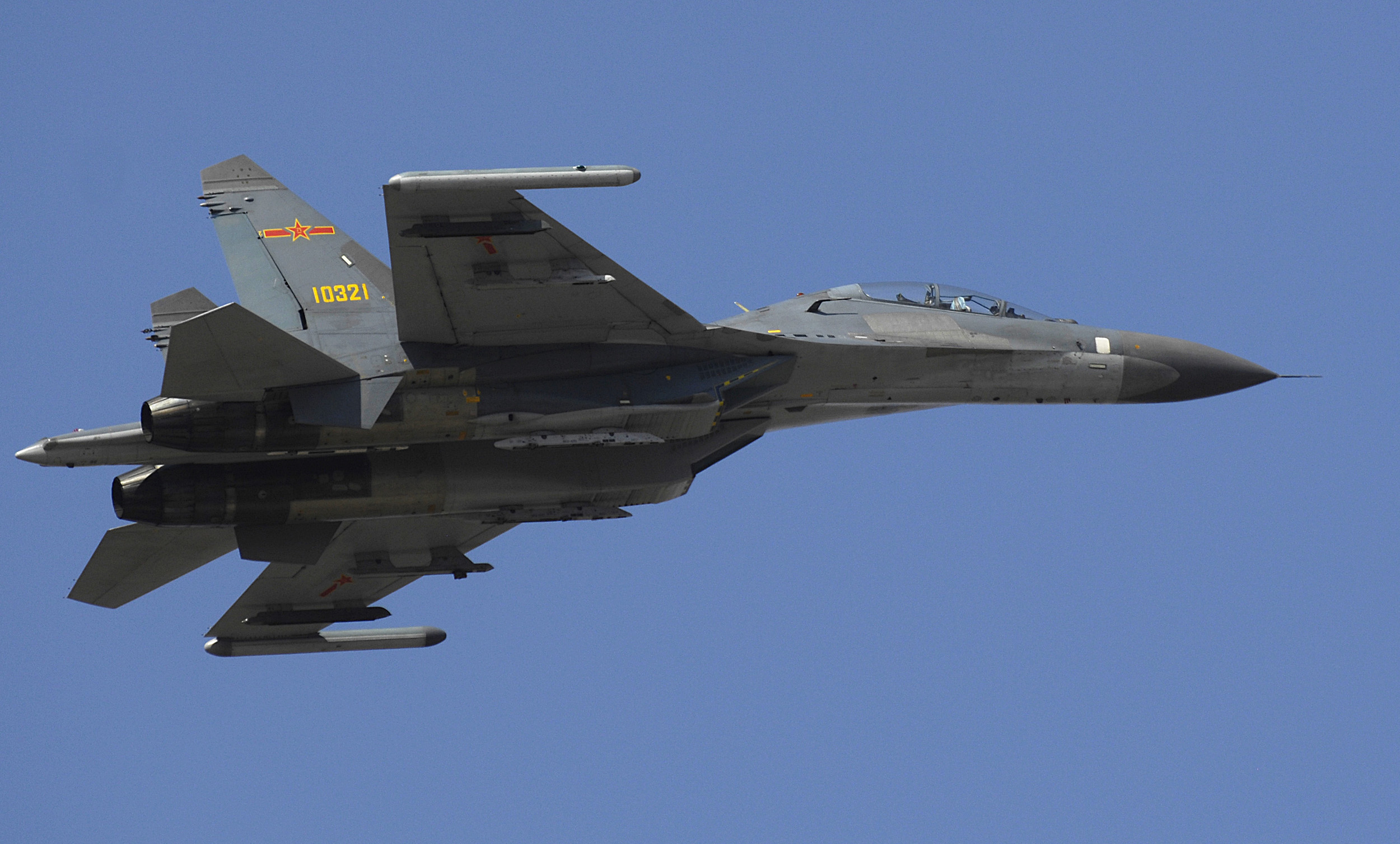
Un Su-27UBK chino, una versión biplaza del Su-27BK.

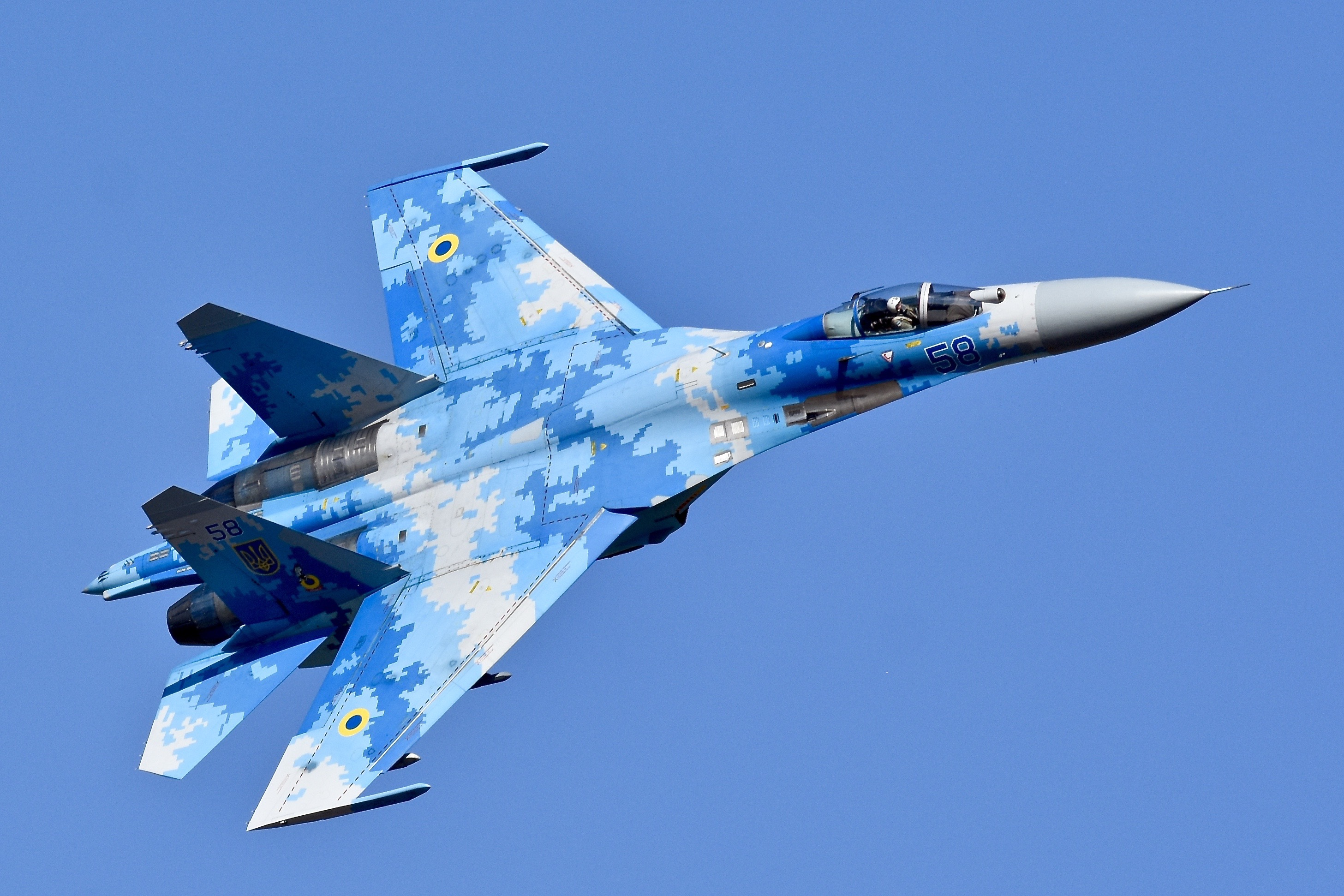
Un Su-27Р de la Fuerza Aérea Ucraniana.

Fueron fabricados y utilizados con éxito, aproximadamente 680 aviones de combate pesados Su-27 en la Unión Soviética, y hoy en día Rusia. Este total, incluye solo los Su-27 originales, con algunas de sus opciones y mejoras, utilizados por la Fuerza Aérea de Rusia y no las derivaciones posteriores de este modelo, que ha sido usado como diseño base, para la construcción de nuevos cazas más sofisticados, para exportación a otros países.

### Actuales
Rusia
- Fuerza Aérea de Rusia

165 (2018) todavía están en servicio con la Fuerza Aérea de Rusia. Rusia presenta un plan en la actualidad para modernizar estas aeronaves a los estándares del nuevo Su-27SM, lo que incluye una cubierta de vidrio especial de la cabina y una actualización del sistema de vuelo sin cables, al nuevo sistema Digital cuádruple fly-by-wire. El radar se actualizará al tipo 'phased array, pero incrementando su rango de acción. El sistema de autodefensa y de navegación se modificará, en procura de adaptarse al nuevo sistema de navegación satelital GLONASS de Rusia, y se adaptarán, al modo de ataque propuesto por sus predecesores más sofisticados para exportación. Se espera el plan de mejores esté completo a finales del 2009 en todas las bases aéreas de Rusia.
 Angola
- Fuerza Aérea Nacional de Angola. Al menos 8 Su-27 y -27UB.[5]

 Bielorrusia
- Fuerza Aérea y Defensa Aérea de Bielorrusia. Recibió 23 Su-27 como herencia desde la antigua fuerza aérea de la Unión Soviética.[5] A finales de 2008, posee 23 en servicio.[5]

 China
- Fuerza Aérea del Ejército Popular de Liberación. China ha adquirido 76 aviones de ataque Su-27 desde Rusia, antes de firmar un acuerdo con el fabricante en 1998 que le permitió, a las fábricas de la compañía Shengyang, fabricar otros aviones con una patente de construcción y rediseñar la parte estructural, con componentes locales del avión y presentarlo, como el nuevo modelo Shenyang J-11, alrededor de 100 aviones de combate pesados, han sido terminados para el EPL en el 2004, este avión es el modelo de reemplazo de los anteriores caza Shengyang J-4 y Shenyang J-5, derivados del caza soviético MiG-17, considerado un salto adelante en la tecnología bélica de China.

 Eritrea
- Fuerza Aérea de Eritrea. Unos 8 aviones Su-27SK/27UB fueron vendidos a Eritrea en el año 2003.[5]

 Etiopía
- Fuerza Aérea de Etiopía opera 11 Su-27SK, 3 Su-27P, y 4 Su-27UB.[5]

 Indonesia
- Fuerza Aérea del Ejército Nacional de Indonesia. Actualmente, posee 2 Su-27SK en servicio en el 2009. En el 2010, la Fuerza Aérea de Indonesia recibió 3 Su-27SKM adicionales.[5]

 KazajistánPosee al menos 30 esperando próximamente llegar a firmar un acuerdo por 12 unidades adicionales.
 Ucrania
- Fuerza Aérea Ucraniana. Tiene 32 en servicio en el año 2022.[6]

 Uzbekistán
- Fuerza Aérea y Defensa Aérea Uzbeca. Posee 25 en servicio actualmente.[5]

 Vietnam
- Fuerza Aérea Popular Vietnamita. Posee 36 Su-27SK.[7]

### Anteriores
Unión Soviética
- Fuerza Aérea Soviética
- Defensa Antiaérea Soviética

## Historia operacional

### Unión Soviética y Rusia

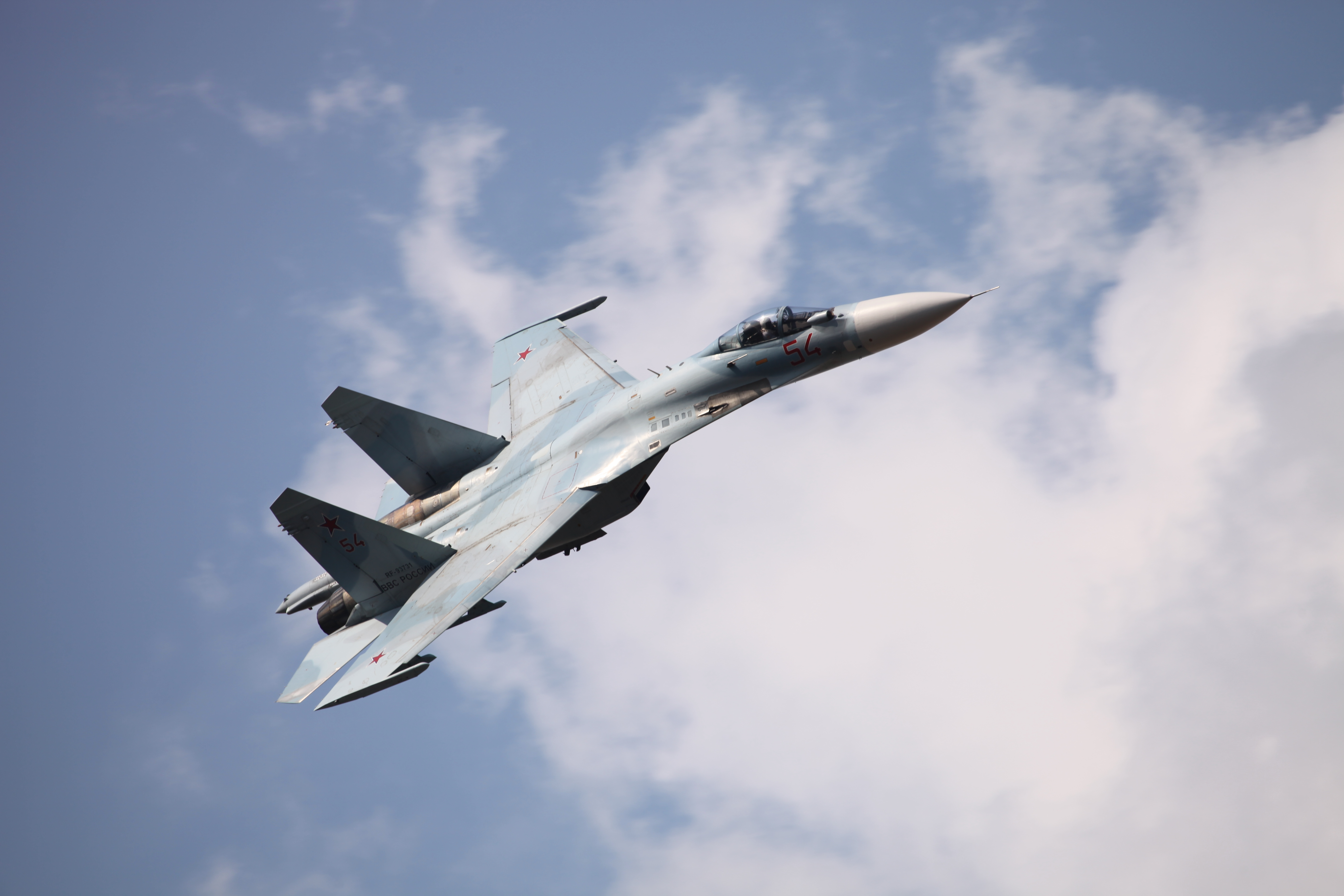
Su-27SM3 de la Fuerza Aérea Rusa.

La Fuerza Aérea Soviética comenzó a recibir Su-27 en junio de 1985. Entró oficialmente en servicio en agosto de 1990.
El 13 de septiembre de 1987, un Su-27 soviético completamente armado, Red 36, interceptó un avión de patrulla marítima noruego Lockheed P-3 Orion que volaba sobre el mar de Barents. El caza soviético realizó diferentes pases cercanos, chocando con el avión de reconocimiento en el tercer pase. El Su-27 se desconectó y ambos aviones aterrizaron sin problemas en sus bases.
El Su-27 entró en combate en pocas ocasiones desde que fue puesto en servicio. La Fuerza Aérea Rusa usó cazas Su-27 durante la guerra de Abjasia (1992-1993) contra fuerzas de Georgia. Según se ha informado, uno de ellos fue derribado por un misil antiaéreo S-75 Dvina el 19 de marzo de 1993.
En la guerra de Osetia del Sur de 2008, Rusia uso cazas Su-27 para obtener el control del espacio aéreo sobre Tsjinval, la capital de Osetia del Sur.

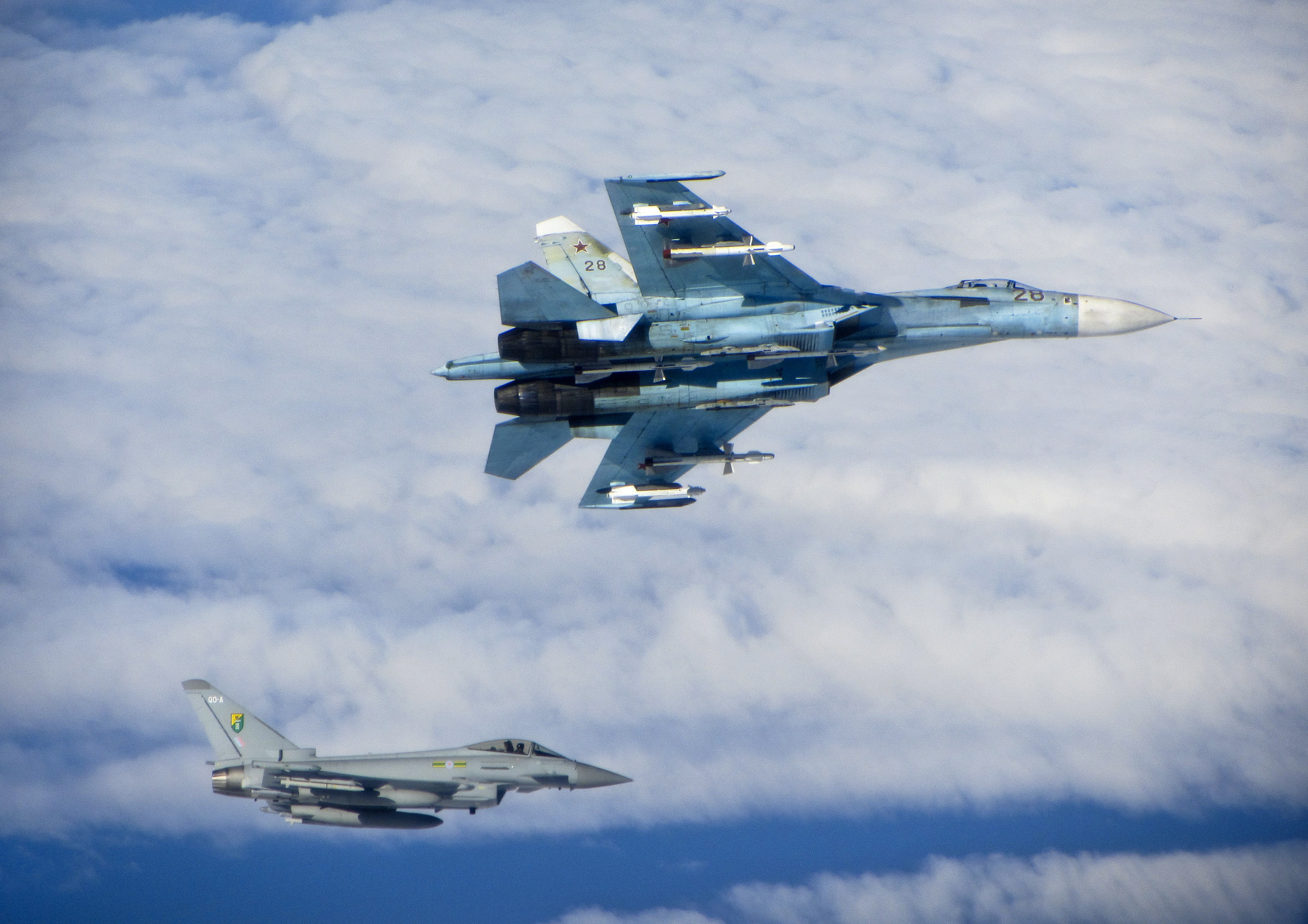
Su-27 ruso con misiles R-27 y R-73 junto a un Eurofighter Typhoon británico en el Mar Báltico en junio de 2014.

El 7 de febrero de 2013, dos Su-27 entraron brevemente en el espacio aéreo japonés frente a la isla de Rishiri cerca de Hokkaido, volando hacia el sur sobre el mar de Japón antes de volver al norte. Cuatro cazas Mitsubishi F-2 se apresuraron a confirmar visualmente los aviones rusos, advirtiéndoles por radio que abandonaran su espacio aéreo. Una foto tomada por un piloto de JASDF de uno de los dos Su-27 fue publicada por el Ministerio de Defensa de Japón. Rusia negó la incursión, diciendo que los aviones estaban haciendo vuelos de rutina cerca de las disputadas Islas Kuriles. En otro encuentro, el 23 de abril de 2014, un Su-27 casi chocó con un Boeing RC-135U de la Fuerza Aérea de los Estados Unidos sobre el Mar de Ojotsk.
Rusia planea reemplazar el Su-27 y el Mikoyan MiG-29 finalmente con el caza bimotor multifunción Sukhoi Su-57 de quinta generación.
Un escuadrón de Su-27SM3 fue desplegado en Siria en noviembre de 2015 como parte de la intervención militar rusa en la guerra civil siria.
Un Su-27 ruso se estrelló sobre el mar Negro el 25 de marzo de 2020, en circunstancias misteriosas. El piloto no fue encontrado, después de un esfuerzo de rescate a gran escala obstaculizado por las inclemencias del tiempo que involucró a cuatro helicópteros, 11 buques civiles y militares, y varios drones. La última ubicación del avión fue a unos 50 kilómetros de la ciudad de Feodosia.

### Etiopía
En Etiopía el Su-27 reemplazó al anticuado Mikoyan-Gurevich MiG-21 como principal caza de superioridad aérea. Durante la guerra entre Etiopía y Eritrea de 1998-2000, según se ha informado, los Su-27 de la Fuerza Aérea de Etiopía derribaron dos MiG-29 de la Fuerza Aérea de Eritrea y dañaron otro en febrero de 1999, y destruyeron otros dos en mayo de 2000. Estas misiones estaban realizadas por pilotos etíopes y algunos pilotos mercenarios de origen ruso y ucraniano. Una de estas victorias quedó acreditada a la piloto etíope Aster Tolossa, convirtiéndola en la primera mujer en lograr un derribo aéreo en la era del reactor con aviones supersónicos.[cita requerida]
Los Su-27 también fueron usados en misiones de patrulla aérea de combate, supresión de defensas aéreas enemigas y proporcionando escolta a otros cazas (MiG-21 y MiG-23) en misiones de reconocimiento y bombardeo. En la guerra en Somalia de 2006-2009 la Fuerza Aérea de Etiopía uso sus Su-27 con efectos mortíferos, bombardeando cuarteles islamistas y patrullando el espacio aéreo.

### Angola
El Su-27 entró en servicio en Angola a mediados de 2000. Se ha informado que un Su-27 que estaba en proceso de aterrizar fue derribado por un misil antiaéreo portátil 9K34 Strela-3 disparado por fuerzas de la Unión Nacional para la Independencia Total de Angola (UNITA) el 19 de noviembre de 2000.

### Ucrania

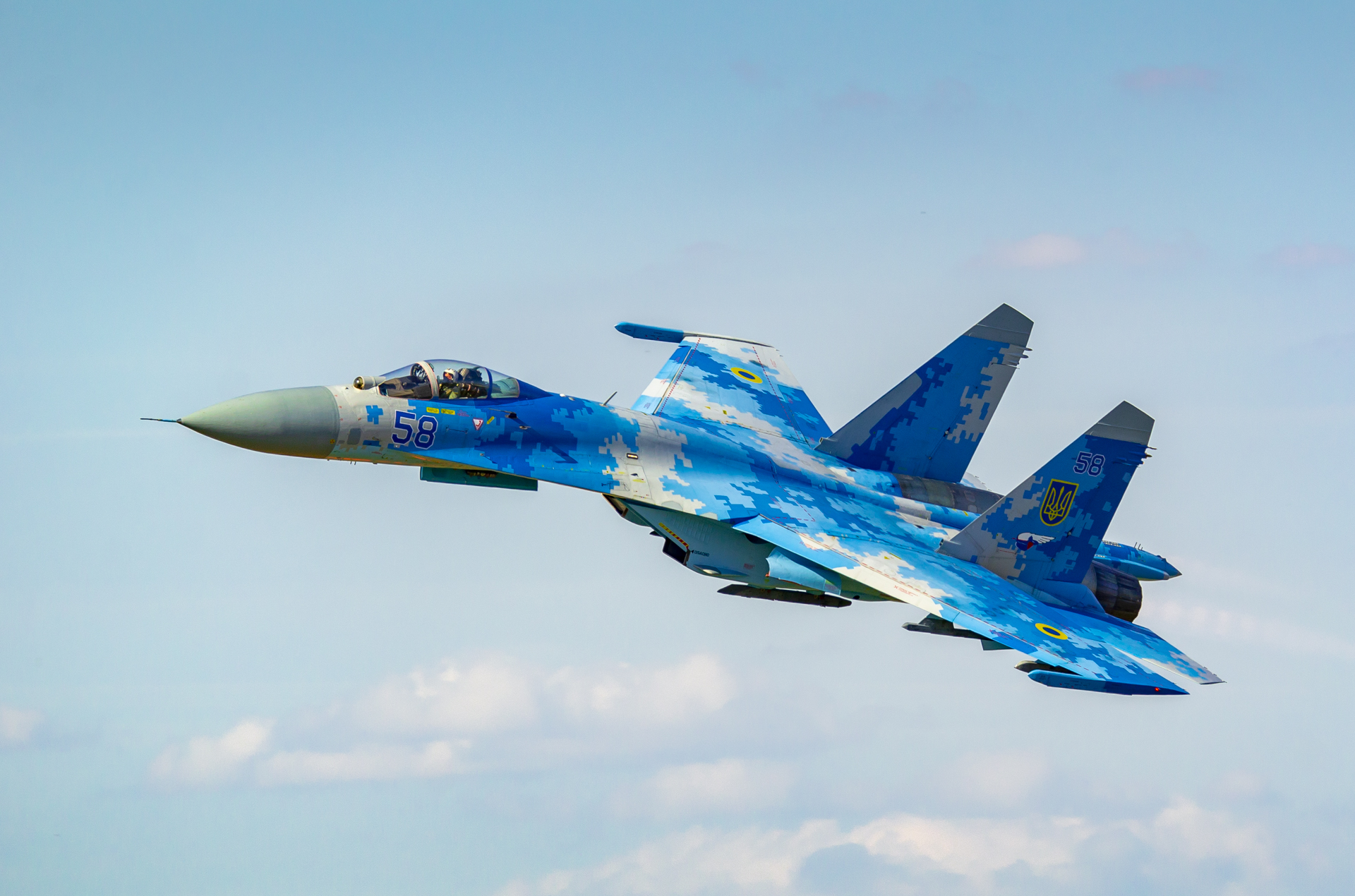
Su-27P de la Fuerza Aérea Ucraniana

La Fuerza Aérea de Ucrania heredó alrededor de 66-70 aviones Su-27 después del colapso de la Unión Soviética. La falta de fondos, además de los altos requisitos de mantenimiento del Su-27, provocó una escasez de piezas de repuesto y un servicio inadecuado con aproximadamente 34 en servicio a partir de 2019. Años de falta de fondos significaron que la fuerza aérea no ha recibido un nuevo Su-27 desde 1991. Entre 2007 y 2017, se vendieron hasta 65 aviones de combate en el extranjero, incluidos nueve Su-27.  En 2009, en medio del declive de las relaciones con Rusia, la Fuerza Aérea de Ucrania comenzó a tener dificultades para obtener piezas de repuesto de Sukhoi.  Solo 19 Su-27 estaban en servicio en el momento de la anexión rusa de Crimea y la posterior guerra en Donbas en 2014. Tras la invasión rusa, Ucrania aumentó su presupuesto militar, permitiendo que los Su-27 almacenados fueran devueltos al servicio. 
La planta de reparación de aviones de Zaporizhzhya "MiGremont" en Zaporizhzhia comenzó a modernizar el Su-27 a los estándares de la OTAN en 2012, lo que implicó una revisión menor del radar, la navegación y el equipo de comunicación. Los aviones con esta modificación se designan Su-27P1M y Su-27UB1M. El Ministerio de Defensa aceptó el proyecto el 5 de agosto de 2014 y los dos primeros aviones fueron entregados oficialmente a la 831.ª Brigada de Aviación Táctica en octubre de 2015. 
En 2014, durante la anexión de Crimea, un Su-27 de la Fuerza Aérea Ucraniana se apresuró a interceptar aviones de combate rusos sobre el espacio aéreo de Ucrania sobre el mar Negro el 3 de marzo.  Sin oposición aérea y otros aviones disponibles para tareas de ataque terrestre, los Su-27 ucranianos desempeñaron solo un pequeño papel en la guerra en Donbas hasta el 24 de febrero de 2022. Los Su-27 ucranianos fueron grabados realizando pases de vuelo bajo y se informó volando en misiones de superioidad aérea, patrullas aéreas de combate y eventual escolta o interceptación del tráfico de aviación civil sobre el este de Ucrania. Los videos tomados de Su-27 de bajo vuelo involucrados en la operación revelaron que estaban armados con misiles aire-aire R-27 y R-73. 
Hubo dos accidentes fatales que involucraron a Su-27 ucranianos en 2018. El 16 de octubre, un Su-27UB1M ucraniano pilotado por el coronel Ivan Petrenko se estrelló durante el ejercicio Ucrania-USAF "Clear Sky 2018" con base en la Base Aérea Starokostiantyniv. El segundo asiento fue ocupado por el teniente coronel Seth Nehring, piloto de la 144.ª Ala de Combate de la Guardia Nacional Aérea de California. Ambos pilotos murieron en el accidente, que ocurrió alrededor de las 5:00 p. m. hora local en la provincia de Khmelnytskyi en el oeste de Ucrania. El 15 de diciembre, un Su-27 se estrelló en la aproximación final a unos 2 km (1 mi) de la Base Aérea de Ozerne en el Óblast de Zhytomyr, después de realizar un vuelo de entrenamiento. El mayor Fomenko Alexander Vasilyevich murió en aquel accidente. 
El 29 de mayo de 2020, los Su-27 ucranianos participaron en la Fuerza de Tarea de Bombarderos en Europa con bombarderos B-1B por primera vez en la región del Mar Negro.  El 4 de septiembre de 2020, tres bombarderos B-52 de la 5.ª Ala de Bombas, Base de la Fuerza Aérea Minot, Dakota del Norte, realizaron un entrenamiento de integración vital con MiG-29 y Su-27 ucranianos dentro del espacio aéreo de Ucrania.

#### Operación especial rusa de Ucrania de 2022
El Su-27 fue utilizado por ambas partes en la operación especial rusa de Ucrania en 2022.  El 24 de febrero de 2022, un Su-27 ucraniano y un vehículo de reabastecimiento de combustible fueron quemados por el fuego después de un ataque ruso a la base aérea de Ozerne en el distrito de Zhytomyr durante el primer día de la invasión rusa de Ucrania. Al día siguiente, otro Su-27 fue derribado en Kiev por fuego amigo mientras se atribuía incorrectamente a un sistema ruso S-400 y fue grabado por los residentes en sus teléfonos celulares y publicado en Twitter; su piloto, el coronel Oleksandr Oksanchenko, fue asesinado. Un tercer Su-27 fue reportado perdido por funcionarios ucranianos sobre Kropyvnytskyi, en el centro de Ucrania. Su piloto, el mayor Stepan Choban, murió. 
El 7 de mayo de 2022, un par de Su-27 ucranianos realizaron un bombardeo de alta velocidad y bajo nivel en la Isla Serpiente ocupada por Rusia; el ataque fue capturado en película por un avión no tripulado Bayraktar TB2. 
El 7 de junio de 2022, un Su-27 ucraniano, con el número 38 azul, fue derribado mientras volaba a baja altitud cerca de Orikhiv en el óblast de Zaporizhzhia. Según los informes, el avión fue destruido por un misil aire-aire enemigo o debido a fuego amigo. 
El 21 de agosto de 2022, se informó que un Su-27 ucraniano pilotado por el teniente coronel Pavlo Babych se perdió en combate. El piloto murió.  
En septiembre de 2022, un Su-27 ucraniano fue visto llevando a cabo una misión SEAD con misiles antirradiación AGM-88 HARM de fabricación estadounidense. 
En octubre de 2022, Rusia informó sobre el derribo de un Su-27 ucraniano por un misil lanzado desde una plataforma S-300, derribándolo junto a un Su 24 a una distancia de 217 km, siendo uno de los derribos más largos de la historia.
El 13 de octubre de 2022, un Su-27 ucraniano de la 39.ª Brigada de Aviación Táctica pilotado por el coronel Oleg Shupik se perdió durante una misión de combate en el Óblast de Poltava, el piloto murió.
El 14 de marzo de 2023, según Estados Unidos, cazas Su-27 rusos colisionaron contra un dron estadounidense MQ-9 Reaper perteneciente a la Fuerza Aérea de los Estados Unidos sobrevolando en el mar Negro, cerca de la Península de Crimea, derribandolo. Por su parte, el gobierno ruso negó la colisión entre las aeronaves.

## Futuro
Rusia tiene un nuevo plan de modernización de todos los Su-27 en el inventario de su Fuerza Aérea, su plataforma de vuelo extendida, de gran tamaño y alto costo de producción, permite favorecer su mejora Up-grade, para que puedan continuar volando por muchos años más, incluso hasta más allá del año 2020, cuando será reemplazado finalmente por el nuevo caza de diseño furtivo Su-57.
Podría ser ofrecido a otros países como un avión de medio uso, para complementar su Fuerza Aérea, junto con los nuevos diseños derivados de su plataforma, porque se fabricaron más de 600 aviones en todas sus variantes durante la etapa final de la Guerra Fría, el costo de mantenimiento de tener un inventario tan grande de aviones de combate y por la entrada en producción en serie del nuevo diseño Su-35 y los nuevos aviones furtivos Su-57, permite ofrecer para su venta a otros países.

## Especificaciones (Su-27SK)
Referencia datos: Página del Su-27SK en la web de KNAAPO, Página del Su-27SK en la web de Sukhoi,

### Características generales
- Tripulación: 1 o 2
- Longitud: 21,9 m
- Envergadura: 14,7 m
- Altura: 5,92 m
- Superficie alar: 62 m²
- Peso vacío: 16.380 kg
- Peso cargado: 23.430 kg
- Peso máximo al despegue: 30.450 kg
- Planta motriz: 2× turbofán Saturn/Lyulka AL-31F.
  - Empuje normal: 75,2 kN 27.600 lbf de empuje cada uno.
  - Empuje con postquemador: 122,8 kN de empuje cada uno.
- Ángulo de borde de ataque: 42°

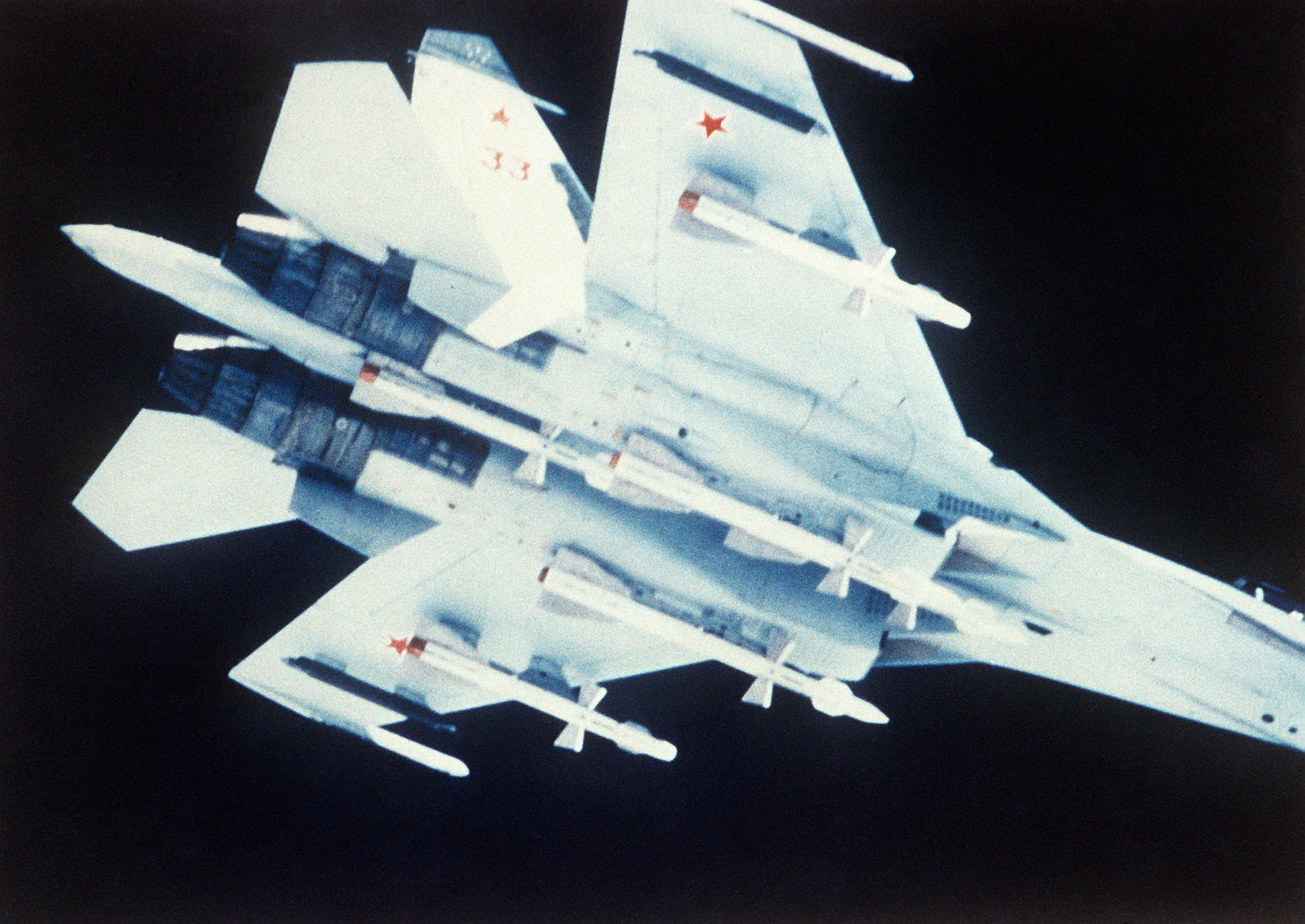
Su-27 transportando misiles R-27.

- Capacidad de combustible interno: 9.400 kg

### Rendimiento
- Velocidad máxima operativa (Vno): 2500 km/h 1.550 mph, Mach 2,35
- Alcance: 3530 km (1906 nmi; 2193 mi) a altitud, 1.340 km (800 mi) al nivel del mar
- Techo de vuelo: 18.500 m (62.523 pies)
- Régimen de ascenso: 325 m/s 64.000 pies/min
- Carga alar: 371 kg/m²
- Empuje/peso: 1,09
- Límites de fuerzas soportadas: +9 G

### Armamento
- Armas de proyectiles: 1 × cañón automático de 30 mm GSh-30-1 con 150 proyectiles
- Puntos de anclaje: 10 con una capacidad de 8.000 kg, para cargar una combinación de:  
  - Bombas: 

    - Bombas de propósito general: FAB-100, FAB-250, FAB-500
    - Bombas de racimo: RBK-500

  - Cohetes: S-8KOM, S-8OM, S-8BM, S-13T, S-13OF, S-25OFM-PU
  - Misiles: 

    - Hasta 6 × misiles aire-aire de medio alcance R-27R, R-27ER, R-27T, R-27ET
    - 4 × misiles aire-aire de corto alcance guiados por infrarrojos R-73E
    - La versión actualizada Su-27SM puede usar misiles R-77 en lugar de R-27

### Aviónica
- Radar de impulsos Doppler Phazotron Zhuk
- Sistema de búsqueda y seguimiento por infrarrojos OLS-27

### Desarrollos relacionados
- Sukhoi Su-30
- Sukhoi Su-33
- Sukhoi Su-34
- Sukhoi Su-35
- Sukhoi Su-37
- Shenyang J-11

### Aeronaves similares
- Grumman F-14 Tomcat
 McDonnell Douglas F-15 Eagle
 Boeing F/A-18 Super Hornet
- Eurofighter Typhoon
- Dassault Rafale
- Saab 39 Gripen